# Liste des monuments historiques du Bas-Rhin (M-Z)
Cet article recense une partie des monuments historiques du Bas-Rhin, en France.

## Monuments historiques
Pour des raisons de taille, la liste est découpée en deux. Cette partie regroupe les communes débutant de M à Z. Pour les autres, voir la liste des monuments historiques du Bas-Rhin (A-L).
- Haut – A
- B
- C
- D
- E
- F
- G
- H
- I
- J
- K
- L
- M
- N
- O
- P
- Q
- R
- S
- T
- U
- V
- W
- X
- Y
- Z

Du fait du nombre de protections dans certaines communes, elles font l'objet d'une liste distincte :
- pour Molsheim, voir la liste des monuments historiques de Molsheim
- pour Neuwiller-lès-Saverne, voir la liste des monuments historiques de Neuwiller-lès-Saverne
- pour Obernai, voir la liste des monuments historiques d'Obernai
- pour Rosheim, voir la liste des monuments historiques de Rosheim
- pour Sarre-Union, voir la liste des monuments historiques de Sarre-Union
- pour Saverne, voir la liste des monuments historiques de Saverne
- pour Scherwiller, voir la liste des monuments historiques de Scherwiller
- pour Sélestat, voir la liste des monuments historiques de Sélestat
- pour Strasbourg, voir la liste des monuments historiques de Strasbourg
- pour Westhoffen, voir la liste des monuments historiques de Westhoffen
- pour Wissembourg, voir la liste des monuments historiques de Wissembourg

Selon la base Mérimée, il y a 603 monuments historiques dans le Bas-Rhin (M-Z) (197 dans cette liste et 406 dans les listes communales).
L'abbaye Sainte-Marie de Niedermunster et les thermes gallo-romains de Mackwiller se trouvent sur plusieurs communes.

## Mobiliers historiques
Selon la base Palissy, il y a 668 objets monuments historiques dans le Bas-Rhin (M-Z et hors communes ayant une liste séparée).
- Haut – A
- B
- C
- D
- E
- F
- G
- H
- I
- J
- K
- L
- M
- N
- O
- P
- Q
- R
- S
- T
- U
- V
- W
- X
- Y
- Z

| Monument historique | Commune                    | Localisation                                                                      | Protection | Date de la protection | Référence            | Photo |
| --- | -------------------------- | --------------------------------------------------------------------------------- | ---------- | --------------------- | -------------------- | ----- |
| autel, gradin, tabernacle (maître-autel) | Mackwiller                 | église paroissiale                                                                | classé     | 1991                  | Notice no PM67000544 |       |
| statue : Vierge à l'Enfant | Marckolsheim               | église paroissiale                                                                | inscrit    | 1974                  | Notice no PM67001286 |       |
| tableau : Christ souffrant | Marckolsheim               | église paroissiale                                                                | classé     | 1975                  | Notice no PM67000160 |       |
| fonts baptismaux | Marckolsheim               | église paroissiale                                                                | classé     | 1975                  | Notice no PM67000159 |       |
| statue : Saint-Paul | Marmoutier                 | abbaye de bénédictins Saint-Martin, actuellement église paroissiale Saint-Étienne | classé     | 1991                  | Notice no PM67000610 |       |
| statue : Saint-Pierre | Marmoutier                 | abbaye de bénédictins Saint-Martin, actuellement église paroissiale Saint-Étienne | classé     | 1991                  | Notice no PM67000609 |       |
| tableau : Saint-Pierre | Marmoutier                 | abbaye de bénédictins Saint-Martin, actuellement église paroissiale Saint-Étienne | classé     | 1979                  | Notice no PM67000169 |       |
| stalles, lambris de demi-revêtement | Marmoutier                 | abbaye de bénédictins Saint-Martin, actuellement église paroissiale Saint-Étienne | classé     | 1982                  | Notice no PM67000168 |       |
| groupe sculpté : Vierge de Pitié | Marmoutier                 | abbaye de bénédictins Saint-Martin, actuellement église paroissiale Saint-Étienne | classé     | 1982                  | Notice no PM67000167 |       |
| 2 tableaux : Saint-Pierre, Saint-Paul | Marmoutier                 | abbaye de bénédictins Saint-Martin, actuellement église paroissiale Saint-Étienne | classé     | 1981                  | Notice no PM67000166 |       |
| tableau : Saint-Anselme | Marmoutier                 | abbaye de bénédictins Saint-Martin, actuellement église paroissiale Saint-Étienne | classé     | 1975                  | Notice no PM67000164 |       |
| autel, tabernacle, retable (maître-autel) | Marmoutier                 | abbaye de bénédictins Saint-Martin, actuellement église paroissiale Saint-Étienne | classé     | 1972                  | Notice no PM67000162 |       |
| bénitier | Marmoutier                 | ancienne abbaye bénédictine                                                       | inscrit    | 1988                  | Notice no PM67001289 |       |
| retable : Sainte-Catherine, Sainte-Barbe, Annonciation, Vierge à l'Enfant, du maître-autel | Marmoutier                 | cimetière                                                                         | classé     | 1971                  | Notice no PM67000165 |       |
| chaire à prêcher : cuve et abat-voix | Marmoutier                 | église catholique Saint-Étienne                                                   | inscrit    | 1997                  | Notice no PM67001657 |       |
| sarcophage de type bourguigno-champenois | Marmoutier                 | église catholique Saint-Étienne                                                   | inscrit    | 1996                  | Notice no PM67001288 |       |
| sarcophage monoxyle | Marmoutier                 | église catholique Saint-Étienne                                                   | inscrit    | 1996                  | Notice no PM67001287 |       |
| orgue de tribune | Marmoutier                 | église catholique Saint-Étienne, ancienne abbaye bénédictine                      | classé     | 1972                  | Notice no PM67001051 |       |
| 2 châsses : coffrets-reliquaires des Saint-Céleste et Saint-Auteur | Marmoutier                 | église catholique Saint-Étienne                                                   | classé     | 2000                  | Notice no PM67000865 |       |
| 2 monuments funéraires d'Erhard de Wangen et de son épouse Adélaïde de Géroldseck-ès-Vosges, de Hartung de Wangen de Géroldseck-ès-Vosges et de son épouse Attale de Rathsamhausen zum Stein                                                                      | Marmoutier                 | église catholique Saint-Étienne                                                   | classé     | 1999                  | Notice no PM67000831 |       |
| monument funéraire d'Anastasia de Breitenlandenberg, morte en 1618, épouse de Georges Théodoric de Wangen de Geroldseck-ès-Vosges | Marmoutier                 | église catholique Saint-Étienne                                                   | classé     | 1999                  | Notice no PM67000830 |       |
| monument funéraire de Jean de Wangen de Géroldseck-ès-Vosges | Marmoutier                 | église catholique Saint-Étienne                                                   | classé     | 1999                  | Notice no PM67000829 |       |
| autel et retable de Saint-Benoît, tableau : La Mort de Saint-Benoît de Nursie | Marmoutier                 | église catholique Saint-Étienne                                                   | classé     | 1999                  | Notice no PM67000828 |       |
| autel et retable de Saint-Martin, tableau : La Charité de Saint-Martin | Marmoutier                 | église catholique Saint-Étienne                                                   | classé     | 1999                  | Notice no PM67000827 |       |
| autel et retable des Saint- Auteur et Saint-Céleste, tableau : La Translation des reliques des Saints-Auteur et Saint-Céleste | Marmoutier                 | église catholique Saint-Étienne                                                   | classé     | 1999                  | Notice no PM67000826 |       |
| autel et retable de la Croix, tableau : La Crucifixion | Marmoutier                 | église catholique Saint-Étienne                                                   | classé     | 1999                  | Notice no PM67000825 |       |
| orgue de tribune : buffet d'orgue ; garde-corps de tribune | Marmoutier                 | église catholique Saint-Étienne, ancienne abbaye bénédictine                      | classé     | 1972                  | Notice no PM67000163 |       |
| orgue de tribune : partie instrumentale de l'orgue | Marmoutier                 | église catholique Saint-Étienne, ancienne abbaye bénédictine                      | classé     | 1971                  | Notice no PM67000161 |       |
| orgue | Marmoutier                 | presbytère, église paroissiale                                                    | classé     | 1995                  | Notice no PM67001052 |       |
| orgue : partie instrumentale de l'orgue | Marmoutier                 | presbytère, église paroissiale                                                    | classé     | 1995                  | Notice no PM67000748 |       |
| statue : Christ glorieux | Matzenheim                 | église catholique Saint-Sigismond                                                 | inscrit    | 1995                  | Notice no PM67001661 |       |
| tableau : L'Apothéose de Saint-Sigismond | Matzenheim                 | église catholique Saint-Sigismond                                                 | inscrit    | 1993                  | Notice no PM67001660 |       |
| fonts baptismaux | Matzenheim                 | église catholique Saint-Sigismond                                                 | inscrit    | 1993                  | Notice no PM67001659 |       |
| chaire à prêcher | Matzenheim                 | église catholique Saint-Sigismond                                                 | inscrit    | 1993                  | Notice no PM67001658 |       |
| reliquaire du crâne de Saint-Sigismond | Matzenheim                 | église paroissiale Saint-Sigismond                                                | classé     | 1995                  | Notice no PM67000750 |       |
| autel (maître-autel) | Matzenheim                 | église paroissiale Saint-Sigismond                                                | classé     | 1995                  | Notice no PM67000749 |       |
| ensemble de deux reliquaires | Meistratzheim              | Église Saint-André de Meistratzheim                                               | inscrit    | 1988                  | Notice no PM67001291 |       |
| tableau : La Résurrection du Christ | Meistratzheim              | Église Saint-André de Meistratzheim                                               | inscrit    | 1988                  | Notice no PM67001290 |       |
| croix : Christ en croix | Meistratzheim              | Église Saint-André de Meistratzheim                                               | classé     | 1988                  | Notice no PM67000613 |       |
| tableau : Vierge à l'Enfant, Éducation de la Vierge ? | Meistratzheim              | Église Saint-André de Meistratzheim                                               | classé     | 1988                  | Notice no PM67000612 |       |
| tableau : les quatorze Saint-intercesseurs | Meistratzheim              | Église Saint-André de Meistratzheim                                               | classé     | 1988                  | Notice no PM67000611 |       |
| tabernacle | Meistratzheim              | Église Saint-André de Meistratzheim                                               | classé     | 1988                  | Notice no PM67000171 |       |
| tympan | Meistratzheim              | Église Saint-André de Meistratzheim                                               | classé     | 1987                  | Notice no PM67000170 |       |
| orgue de tribune | Mittelschaeffolsheim       | église paroissiale Saint-Sébastien                                                | classé     | 1987                  | Notice no PM67001054 |       |
| orgue de tribune : partie instrumentale de l'orgue | Mittelschaeffolsheim       | église paroissiale Saint-Sébastien                                                | classé     | 1987                  | Notice no PM67000176 |       |
| autel, tabernacle, gradins, exposition, croix d'autel, 6 chandeliers d'autel (maître-autel) : agneau aux sept sceaux | Mittelschaeffolsheim       | église paroissiale Saint-Sébastien                                                | classé     | 1969                  | Notice no PM67000175 |       |
| autel, retable, groupe sculpté, tableau (maître-autel) : Vierge de Pitié | Mollkirch                  | prieuré de bénédictins, de jésuites dit Kloesterle                                | classé     | 1975                  | Notice no PM67000177 |       |
| fonts baptismaux | Mommenheim                 | église Saint-Maurice                                                              | inscrit    | 1988                  | Notice no PM67001293 |       |
| 2 statues : Saint-Maurice, Sainte-Sophie | Mommenheim                 | église paroissiale Saint-Maurice                                                  | classé     | 1991                  | Notice no PM67000614 |       |
| chaire à prêcher | Mommenheim                 | église paroissiale Saint-Maurice                                                  | classé     | 1991                  | Notice no PM67000548 |       |
| autel, tabernacle, retable, 2 tableaux (maître-autel) : Adoration des bergers, Dieu le Père | Mommenheim                 | église paroissiale Saint-Maurice                                                  | classé     | 1991                  | Notice no PM67000547 |       |
| autel, retable, 2 tableaux (autel secondaire) : la Prédication aux poissons de Saint-François d'Assise, trois séraphins | Mommenheim                 | église paroissiale Saint-Maurice                                                  | classé     | 1991                  | Notice no PM67000546 |       |
| autel, retable, 2 tableaux (autel secondaire) : Annonciation, trois séraphins | Mommenheim                 | église paroissiale Saint-Maurice                                                  | classé     | 1991                  | Notice no PM67000545 |       |
| 5 tableaux (plafond) : Assomption de la Vierge, Evangéliste (4) | Mommenheim                 | église paroissiale Saint-Maurice                                                  | classé     | 1991                  | Notice no PM67000535 |       |
| orgue de tribune : partie instrumentale de l'orgue | Monswiller                 | église Notre-Dame de l'Assomption                                                 | classé     | 2000                  | Notice no PM67001121 |       |
| orgue de tribune | Monswiller                 | église Notre-Dame de l'Assomption                                                 | classé     | 1982                  | Notice no PM67001057 |       |
| orgue de tribune : buffet d'orgue ; garde-corps de tribune | Monswiller                 | église Notre-Dame de l'Assomption                                                 | classé     | 1982                  | Notice no PM67000615 |       |
| tableau : Résurrection du Christ | Monswiller                 | église catholique de l'Assomption de la Bienheureuse Vierge Marie                 | inscrit    | 1985                  | Notice no PM67001680 |       |
| tableau : Couronnement de la Vierge | Monswiller                 | église catholique de l'Assomption de la Bienheureuse Vierge Marie                 | inscrit    | 1985                  | Notice no PM67001679 |       |
| tableau : Descente de Croix, Déploration | Monswiller                 | église catholique de l'Assomption de la Bienheureuse Vierge Marie                 | inscrit    | 1985                  | Notice no PM67001678 |       |
| tableau : Crucifixion | Monswiller                 | église catholique de l'Assomption de la Bienheureuse Vierge Marie                 | inscrit    | 1985                  | Notice no PM67001677 |       |
| statue : Saint-Louis de Gonzague | Monswiller                 | église catholique de l'Assomption de la Bienheureuse Vierge Marie                 | inscrit    | 1985                  | Notice no PM67001676 |       |
| statue : Vierge de l'immaculée Conception | Monswiller                 | église catholique de l'Assomption de la Bienheureuse Vierge Marie                 | inscrit    | 1985                  | Notice no PM67001675 |       |
| chape | Monswiller                 | église catholique de l'Assomption de la Bienheureuse Vierge Marie                 | inscrit    | 1985                  | Notice no PM67001674 |       |
| chasuble | Monswiller                 | église catholique de l'Assomption de la Bienheureuse Vierge Marie                 | inscrit    | 1985                  | Notice no PM67001673 |       |
| deux chandeliers | Monswiller                 | église catholique de l'Assomption de la Bienheureuse Vierge Marie                 | inscrit    | 1985                  | Notice no PM67001672 |       |
| reliquaire-monstrance | Monswiller                 | église catholique de l'Assomption de la Bienheureuse Vierge Marie                 | inscrit    | 1985                  | Notice no PM67001671 |       |
| ostensoir | Monswiller                 | église catholique de l'Assomption de la Bienheureuse Vierge Marie                 | inscrit    | 1985                  | Notice no PM67001670 |       |
| calice | Monswiller                 | église catholique de l'Assomption de la Bienheureuse Vierge Marie                 | inscrit    | 1985                  | Notice no PM67001669 |       |
| deux autels secondaires et leurs retables, deux gradins d'autel, une statue et un groupe sculpté | Monswiller                 | église catholique de l'Assomption de la Bienheureuse Vierge Marie                 | inscrit    | 1985                  | Notice no PM67001668 |       |
| ex-voto (85) | Monswiller                 | église paroissiale de l'Assomption-de-la-Vierge                                   | classé     | 1982                  | Notice no PM67000626 |       |
| 7 tableaux : Naissance de la Vierge, présentation de la Vierge, Immaculée Conception, Visitation, Annonciation, présentation de l'enfant au temple, Assomption | Monswiller                 | église paroissiale de l'Assomption-de-la-Vierge                                   | classé     | 1982                  | Notice no PM67000625 |       |
| croix : Christ en croix | Monswiller                 | église paroissiale de l'Assomption-de-la-Vierge                                   | classé     | 1982                  | Notice no PM67000624 |       |
| statue (statuette) : Vierge à l'Enfant | Monswiller                 | église paroissiale de l'Assomption-de-la-Vierge                                   | classé     | 1982                  | Notice no PM67000623 |       |
| groupe sculpté : Vierge de Pitié | Monswiller                 | église paroissiale de l'Assomption-de-la-Vierge                                   | classé     | 1982                  | Notice no PM67000622 |       |
| tableau : Annonciation | Monswiller                 | église paroissiale de l'Assomption-de-la-Vierge                                   | classé     | 1982                  | Notice no PM67000621 |       |
| autel, retable, tabernacle (maître-autel) | Monswiller                 | église paroissiale de l'Assomption-de-la-Vierge                                   | classé     | 1982                  | Notice no PM67000620 |       |
| statue : Vierge à l'Enfant | Monswiller                 | église paroissiale de l'Assomption-de-la-Vierge                                   | classé     | 1982                  | Notice no PM67000619 |       |
| chaire à prêcher | Monswiller                 | église paroissiale de l'Assomption-de-la-Vierge                                   | classé     | 1982                  | Notice no PM67000618 |       |
| cloche | Monswiller                 | église paroissiale de l'Assomption-de-la-Vierge                                   | classé     | 1982                  | Notice no PM67000617 |       |
| 6 confessionnaux | Monswiller                 | église paroissiale de l'Assomption-de-la-Vierge                                   | classé     | 1982                  | Notice no PM67000616 |       |
| statue : Immaculée Conception, Vierge à l'Enfant | Muhlbach-sur-Bruche        | église paroissiale Notre-Dame de l'Assomption                                     | classé     | 1971                  | Notice no PM67000183 |       |
| dalle funéraire de Théobald Joham de Mundolsheim | Mundolsheim                | église protestante                                                                | classé     | 1990                  | Notice no PM67000517 |       |
| dalle funéraire de Jean Joham de Mundolsheim | Mundolsheim                | église protestante                                                                | classé     | 1990                  | Notice no PM67000516 |       |
| dalle funéraire de Philippe Conrad Joham de Mundolsheim | Mundolsheim                | église protestante                                                                | classé     | 1990                  | Notice no PM67000515 |       |
| dalle funéraire de Philippe Joham de Mundolsheim | Mundolsheim                | église protestante                                                                | classé     | 1990                  | Notice no PM67000514 |       |
| dalle funéraire de David Joham de Mundolsheim | Mundolsheim                | église protestante                                                                | classé     | 1990                  | Notice no PM67000513 |       |
| dalle funéraire de Conrad III Joham de Mundolsheim | Mundolsheim                | église protestante                                                                | classé     | 1990                  | Notice no PM67000512 |       |
| dalle funéraire d'Ursule Joham von Mundolsheim et de Frédéric de Schauenbourg | Mundolsheim                | église protestante                                                                | classé     | 1990                  | Notice no PM67000511 |       |
| dalle funéraire d'Elionore Sophie de Geusau, épouse de Philippe Jacques Joham de Mundolsheim | Mundolsheim                | église protestante                                                                | classé     | 1990                  | Notice no PM67000510 |       |
| ostensoir-soleil et sa boîte | Muttersholtz               | église paroissiale Saint-Urbain                                                   | classé     | 2009                  | Notice no PM67001144 |       |
| groupe sculpté : Vierge de Pitié | Mutzig                     | chapelle                                                                          | classé     | 1979                  | Notice no PM67000186 |       |
| 9 verrières : vie de Saint-Sébastien, vie de Saint-Maurice, Vierge à l'Enfant | Mutzig                     | église paroissiale Saint-Maurice                                                  | classé     | 1982                  | Notice no PM67000629 |       |
| 5 autels, chaire à prêcher, 3 confessionnaux, lambris de demi-revêtement | Mutzig                     | église paroissiale Saint-Maurice                                                  | classé     | 1982                  | Notice no PM67000628 |       |
| char : affût cuirassé mobile dit Fahrpanzer | Mutzig                     | fort dit Feste Kaiser Wilhelm II                                                  | inscrit    | 2001                  | Notice no PM67001563 |       |
| statue (statuette) : Christ en croix | Mutzig                     | presbytère                                                                        | classé     | 1978                  | Notice no PM67000184 |       |
| lanternes (2) | Mutzig                     | synagogue                                                                         | classé     | 1985                  | Notice no PM67000185 |       |
| orgue de tribune | Neubois                    | église Saint-Materne                                                              | classé     | 1978                  | Notice no PM67001058 |       |
| orgue de tribune : partie instrumentale de l'orgue | Neubois                    | église Saint-Materne                                                              | classé     | 1978                  | Notice no PM67000187 |       |
| bas-relief : pierre armoriée | Neugartheim-Ittlenheim     | église Saint-Rémi                                                                 | inscrit    | 1974                  | Notice no PM67001295 |       |
| armoire eucharistique | Neugartheim-Ittlenheim     | église Saint-Rémi                                                                 | inscrit    | 1974                  | Notice no PM67001294 |       |
| tableau : Le baptême de Clovis par Saint-Rémi | Neugartheim-Ittlenheim     | église catholique Saint-Rémi                                                      | inscrit    | 1976                  | Notice no PM67001682 |       |
| deux autels secondaires de la Vierge et de Saint-Joseph et leurs retables | Neugartheim-Ittlenheim     | église catholique Saint-Rémi                                                      | inscrit    | 1976                  | Notice no PM67001681 |       |
| crécelle | Neuve-Église               | Église Saint-Nicolas de Neuve-Église                                              | inscrit    | 1999                  | Notice no PM67001683 |       |
| chemin de croix : 14 stations | Neuve-Église               | Église Saint-Nicolas de Neuve-Église                                              | inscrit    | 1999                  | Notice no PM67001302 |       |
| statue : Christ en croix dit de l'abbé Stackler | Neuve-Église               | Église Saint-Nicolas de Neuve-Église                                              | inscrit    | 1999                  | Notice no PM67001301 |       |
| statue : Saint-Sébastien | Neuve-Église               | Église Saint-Nicolas de Neuve-Église                                              | inscrit    | 1999                  | Notice no PM67001300 |       |
| autel-retable latéral gauche de la Vierge avec statue de la Vierge de l'Immaculée Conception | Neuve-Église               | Église Saint-Nicolas de Neuve-Église                                              | inscrit    | 1999                  | Notice no PM67001299 |       |
| autel-retable latéral droit de Saint-Sébastien avec statue de Saint-Nicolas | Neuve-Église               | Église Saint-Nicolas de Neuve-Église                                              | inscrit    | 1999                  | Notice no PM67001298 |       |
| groupe sculpté : Calvaire | Neuve-Église               | Église Saint-Nicolas de Neuve-Église                                              | classé     | 2000                  | Notice no PM67000870 |       |
| ampoules aux saintes huiles | Neuve-Église               | presbytère catholique                                                             | inscrit    | 1999                  | Notice no PM67001304 |       |
| fer à hosties | Neuve-Église               | presbytère catholique                                                             | inscrit    | 1999                  | Notice no PM67001303 |       |
| dalle funéraire de Nicolas Burkard dit Dutschmann, chanoine et cellerier | Niederhaslach              | Collégiale Saint-Florent de Niederhaslach                                         | classé     | 2010                  | Notice no PM67001191 |       |
| dalle funéraire de Conradus Schreier, chanoine | Niederhaslach              | Collégiale Saint-Florent de Niederhaslach                                         | classé     | 2010                  | Notice no PM67001190 |       |
| dalle funéraire de Jacobus Hemmerlin, chanoine | Niederhaslach              | Collégiale Saint-Florent de Niederhaslach                                         | classé     | 2010                  | Notice no PM67001189 |       |
| dalle funéraire de Jean de Hohenstein, vidame | Niederhaslach              | Collégiale Saint-Florent de Niederhaslach                                         | classé     | 2010                  | Notice no PM67001188 |       |
| dalle funéraire de Wolfram de Fleckenstein | Niederhaslach              | Collégiale Saint-Florent de Niederhaslach                                         | classé     | 2010                  | Notice no PM67001187 |       |
| dalle funéraire de Johannis de Marley (Marlenheim) | Niederhaslach              | Collégiale Saint-Florent de Niederhaslach                                         | classé     | 2010                  | Notice no PM67001186 |       |
| dalle funéraire de Maria | Niederhaslach              | Collégiale Saint-Florent de Niederhaslach                                         | classé     | 2010                  | Notice no PM67001185 |       |
| dalle funéraire de Johannes de Surbourg | Niederhaslach              | Collégiale Saint-Florent de Niederhaslach                                         | classé     | 2010                  | Notice no PM67001184 |       |
| dalle funéraire de Ekhart Knobloch | Niederhaslach              | Collégiale Saint-Florent de Niederhaslach                                         | classé     | 2010                  | Notice no PM67001183 |       |
| dalle funéraire de Fredericus de Geudertheim | Niederhaslach              | Collégiale Saint-Florent de Niederhaslach                                         | classé     | 2010                  | Notice no PM67001182 |       |
| dalle funéraire de Hans Mangolt, portier (dignitaire du chapitre) | Niederhaslach              | Collégiale Saint-Florent de Niederhaslach                                         | classé     | 2010                  | Notice no PM67001181 |       |
| dalle funéraire de Robertus Abarden, chanoine | Niederhaslach              | Collégiale Saint-Florent de Niederhaslach                                         | classé     | 2010                  | Notice no PM67001180 |       |
| dalle funéraire | Niederhaslach              | Collégiale Saint-Florent de Niederhaslach                                         | classé     | 2010                  | Notice no PM67001179 |       |
| dalle funéraire de Martinus Claudy, roi du chœur (chanoine) de Haslach | Niederhaslach              | Collégiale Saint-Florent de Niederhaslach                                         | classé     | 2010                  | Notice no PM67001178 |       |
| dalle funéraire de Baltaro Magolt, chantre | Niederhaslach              | Collégiale Saint-Florent de Niederhaslach                                         | classé     | 2010                  | Notice no PM67001177 |       |
| dalle funéraire de ... senior | Niederhaslach              | Collégiale Saint-Florent de Niederhaslach                                         | classé     | 2010                  | Notice no PM67001176 |       |
| dalle funéraire | Niederhaslach              | Collégiale Saint-Florent de Niederhaslach                                         | classé     | 2010                  | Notice no PM67001175 |       |
| dalle funéraire de Ludovicus Lolius, chanoine | Niederhaslach              | Collégiale Saint-Florent de Niederhaslach                                         | classé     | 2010                  | Notice no PM67001174 |       |
| dalle funéraire de Nicolas Knobeloch | Niederhaslach              | Collégiale Saint-Florent de Niederhaslach                                         | classé     | 2010                  | Notice no PM67001173 |       |
| dalle funéraire de Christophorus Schenck, chanoine | Niederhaslach              | Collégiale Saint-Florent de Niederhaslach                                         | classé     | 2010                  | Notice no PM67001172 |       |
| dalle funéraire de Nicolaus Grass de Sulgen, notaire public à Strasbourg | Niederhaslach              | Collégiale Saint-Florent de Niederhaslach                                         | classé     | 2010                  | Notice no PM67001171 |       |
| dalle funéraire de Juta Meiger, mère du chanoine Walter zu Brucke | Niederhaslach              | Collégiale Saint-Florent de Niederhaslach                                         | classé     | 2010                  | Notice no PM67001170 |       |
| dalle funéraire | Niederhaslach              | Collégiale Saint-Florent de Niederhaslach                                         | classé     | 2010                  | Notice no PM67001169 |       |
| dalle funéraire de Théophyl (?), chanoine | Niederhaslach              | Collégiale Saint-Florent de Niederhaslach                                         | classé     | 2010                  | Notice no PM67001168 |       |
| dalle funéraire d'un dizenier ? | Niederhaslach              | Collégiale Saint-Florent de Niederhaslach                                         | classé     | 2010                  | Notice no PM67001167 |       |
| dalle funéraire de Fredericus de Hochvelt, chanoine | Niederhaslach              | Collégiale Saint-Florent de Niederhaslach                                         | classé     | 2010                  | Notice no PM67001166 |       |
| dalle funéraire d'un chantre ? | Niederhaslach              | Collégiale Saint-Florent de Niederhaslach                                         | classé     | 2010                  | Notice no PM67001165 |       |
| dalle funéraire de deux membres de la famille Richter | Niederhaslach              | Collégiale Saint-Florent de Niederhaslach                                         | classé     | 2010                  | Notice no PM67001164 |       |
| dalle funéraire de Walther de Hunebourg, chanoine | Niederhaslach              | Collégiale Saint-Florent de Niederhaslach                                         | classé     | 2010                  | Notice no PM67001163 |       |
| dalle funéraire d'une femme | Niederhaslach              | Collégiale Saint-Florent de Niederhaslach                                         | classé     | 2010                  | Notice no PM67001162 |       |
| dalle funéraire d'Aberhardus (de Richter ?) | Niederhaslach              | Collégiale Saint-Florent de Niederhaslach                                         | classé     | 2010                  | Notice no PM67001161 |       |
| dalle funéraire de Neusson, chanoine | Niederhaslach              | Collégiale Saint-Florent de Niederhaslach                                         | classé     | 2010                  | Notice no PM67001160 |       |
| dalle funéraire de Kathi Markesin (Marx) | Niederhaslach              | Collégiale Saint-Florent de Niederhaslach                                         | classé     | 2010                  | Notice no PM67001159 |       |
| dalle funéraire d'Agnès de Geispolsheim épouse de Wolfhelm von Stille | Niederhaslach              | Collégiale Saint-Florent de Niederhaslach                                         | classé     | 2010                  | Notice no PM67001158 |       |
| dalle funéraire d'un fils d'Anselm von Hohenstein | Niederhaslach              | Collégiale Saint-Florent de Niederhaslach                                         | classé     | 2010                  | Notice no PM67001157 |       |
| dalle funéraire de Gisela de Greifenstein et Albert, écuyer | Niederhaslach              | Collégiale Saint-Florent de Niederhaslach                                         | classé     | 2010                  | Notice no PM67001156 |       |
| dalle funéraire de 3 membres de la famille Richter-Dutschmann | Niederhaslach              | Collégiale Saint-Florent de Niederhaslach                                         | classé     | 2010                  | Notice no PM67001155 |       |
| dalle funéraire de Hartung de Schoenowwe, cellerier | Niederhaslach              | Collégiale Saint-Florent de Niederhaslach                                         | classé     | 2010                  | Notice no PM67001154 |       |
| ensemble de 38 dalles funéraires et fragments | Niederhaslach              | Collégiale Saint-Florent de Niederhaslach                                         | classé     | 2010                  | Notice no PM67001153 |       |
| calice | Niederhaslach              | Collégiale Saint-Florent de Niederhaslach                                         | classé     | 2010                  | Notice no PM67001152 |       |
| lustre à 36 lumières et statuette de la Vierge à l'enfant | Niederhaslach              | Collégiale Saint-Florent de Niederhaslach                                         | classé     | 2010                  | Notice no PM67001151 |       |
| châsse de Saint-Florent | Niederhaslach              | Collégiale Saint-Florent de Niederhaslach                                         | classé     | 2010                  | Notice no PM67001150 |       |
| 12 éléments d'une chaire à prêcher | Niederhaslach              | Collégiale Saint-Florent de Niederhaslach                                         | classé     | 2010                  | Notice no PM67001149 |       |
| monument funéraire : gisant de l'évêque Rachio | Niederhaslach              | Collégiale Saint-Florent de Niederhaslach                                         | classé     | 2010                  | Notice no PM67001148 |       |
| tableau : portrait anonyme d'un chanoine (de Niederhaslach?) | Niederhaslach              | presbytère catholique                                                             | inscrit    | 2006                  | Notice no PM67001397 |       |
| paire d'ampoules aux saintes huiles | Niederhaslach              | Collégiale Saint-Florent de Niederhaslach                                         | inscrit    | 2006                  | Notice no PM67001403 |       |
| statue de procession avec socle et brancard de procession : Vierge de l'Immaculée Conception | Niederhaslach              | Collégiale Saint-Florent de Niederhaslach                                         | inscrit    | 2006                  | Notice no PM67001402 |       |
| statue de procession avec socle et brancard de procession : Saint-Florent | Niederhaslach              | Collégiale Saint-Florent de Niederhaslach                                         | inscrit    | 2006                  | Notice no PM67001401 |       |
| groupe sculpté : Saint-Florent et Rathilde fille de Dagobert | Niederhaslach              | Collégiale Saint-Florent de Niederhaslach                                         | inscrit    | 2006                  | Notice no PM67001400 |       |
| statue : Saint-Jean-Baptiste | Niederhaslach              | Collégiale Saint-Florent de Niederhaslach                                         | inscrit    | 2006                  | Notice no PM67001399 |       |
| fonts baptismaux | Niederhaslach              | Collégiale Saint-Florent de Niederhaslach                                         | inscrit    | 2006                  | Notice no PM67001398 |       |
| tronc | Niederhaslach              | Collégiale Saint-Florent de Niederhaslach                                         | classé     | 1982                  | Notice no PM67000203 |       |
| stalles, lambris de demi-revêtement | Niederhaslach              | Collégiale Saint-Florent de Niederhaslach                                         | classé     | 1982                  | Notice no PM67000202 |       |
| groupe sculpté : Saint-sépulcre | Niederhaslach              | Collégiale Saint-Florent de Niederhaslach                                         | classé     | 1982                  | Notice no PM67000201 |       |
| dalle funéraire du fils de Erwin von Steinbach | Niederhaslach              | Collégiale Saint-Florent de Niederhaslach                                         | classé     | 1980                  | Notice no PM67000200 |       |
| croix de procession | Niedernai                  | église Saint-Maximin                                                              | inscrit    | 1988                  | Notice no PM67001296 |       |
| deux reliquaires morphologiques de Sainte-Barbe et de Saint-Maximin | Niedernai                  | église catholique Saint-Maximin                                                   | inscrit    | 1986                  | Notice no PM67001694 |       |
| statue : Vierge à l'Enfant | Niedernai                  | église catholique Saint-Maximin                                                   | inscrit    | 1986                  | Notice no PM67001693 |       |
| croix de procession : Christ en croix | Niedernai                  | église catholique Saint-Maximin                                                   | inscrit    | 1986                  | Notice no PM67001692 |       |
| orgue de tribune | Niedernai                  | église paroissiale Saint-Maximin                                                  | classé     | 1982                  | Notice no PM67001063 |       |
| orgue de tribune : buffet d'orgue | Niedernai                  | église paroissiale Saint-Maximin                                                  | classé     | 1982                  | Notice no PM67000632 |       |
| statue de procession : Immaculée Conception | Niedernai                  | église paroissiale Saint-Maximin                                                  | classé     | 1988                  | Notice no PM67000634 |       |
| statue : Vierge à l'Enfant | Niedernai                  | église paroissiale Saint-Maximin                                                  | classé     | 1988                  | Notice no PM67000633 |       |
| 3 autels, chaire à prêcher, bancs de fidèles, 2 confessionnaux, lambris de demi-revêtement, chemin de croix (maître-autel et autels secondaires), style néo-gothique                                                                                              | Niedernai                  | église paroissiale Saint-Maximin                                                  | classé     | 1988                  | Notice no PM67000631 |       |
| orgue : buffet d'orgue | Niederrœdern               | église mixte Saint-Jacques-le-Majeur                                              | inscrit    | 1976                  | Notice no PM67001062 |       |
| orgue | Niederrœdern               | église mixte Saint-Jacques-le-Majeur                                              | inscrit    | 1976                  | Notice no PM67001061 |       |
| orgue : partie instrumentale de l'orgue | Niederrœdern               | église mixte Saint-Jacques-le-Majeur                                              | classé     | 1974                  | Notice no PM67000204 |       |
| fonts baptismaux | Nordhouse                  | église Saint-Michel                                                               | inscrit    | 1974                  | Notice no PM67001297 |       |
| orgue de tribune | Nordhouse                  | église paroissiale Saint-Michel                                                   | classé     | 1974                  | Notice no PM67001064 |       |
| orgue de tribune : buffet d'orgue | Nordhouse                  | église paroissiale Saint-Michel                                                   | classé     | 1974                  | Notice no PM67000206 |       |
| orgue de tribune : partie instrumentale de l'orgue | Nordhouse                  | église paroissiale Saint-Michel                                                   | classé     | 1972                  | Notice no PM67000205 |       |
| monument funéraire de Frédéric de Sickingen | Obenheim                   | église protestante                                                                | inscrit    | 1935                  | Notice no PM67001695 |       |
| monument funéraire du baron Louis de Sinclair, comte d'Oberbronn et Niederbronn | Oberbronn                  | cimetière                                                                         | classé     | 2001                  | Notice no PM67000897 |       |
| horloge d'édifice | Oberbronn                  | église protestante                                                                | inscrit    | 1999                  | Notice no PM67001696 |       |
| cloche | Oberbronn                  | église protestante                                                                | inscrit    | 1988                  | Notice no PM67001307 |       |
| cloche | Oberbronn                  | église protestante                                                                | inscrit    | 1988                  | Notice no PM67001306 |       |
| ensemble de 33 ex-votos à Saint-Florent | Oberhaslach                | chapelle Saint-Florent                                                            | classé     | 2004                  | Notice no PM67000963 |       |
| 37 ex-votos (tableaux ex-voto) à Saint-Florent | Oberhaslach                | chapelle Saint-Florent                                                            | inscrit    | 2002                  | Notice no PM67001697 |       |
| orgue de tribune | Obermodern-Zutzendorf      | église protestante                                                                | classé     | 1987                  | Notice no PM67001065 |       |
| orgue de tribune : partie instrumentale de l'orgue | Obermodern-Zutzendorf      | église protestante                                                                | classé     | 1987                  | Notice no PM67000207 |       |
| statue : Christ mort d'un Saint-Sépulcre | Oberschaeffolsheim         | chapelle Notre-Dame                                                               | inscrit    | 2003                  | Notice no PM67001499 |       |
| autel-retable secondaire de Saint-Joseph et tableaux : Saint-Joseph et Saint-Antoine de Padoue | Oberschaeffolsheim         | église catholique Saint-Ulrich                                                    | inscrit    | 2003                  | Notice no PM67001502 |       |
| autel-retable secondaire de la Vierge et tableaux : Vierge à l'Enfant et Saint-Louis | Oberschaeffolsheim         | église catholique Saint-Ulrich                                                    | inscrit    | 2003                  | Notice no PM67001501 |       |
| autel (maître-autel), retable et tableau : Glorification de Saint-Ulrich | Oberschaeffolsheim         | église catholique Saint-Ulrich                                                    | inscrit    | 2003                  | Notice no PM67001500 |       |
| dalle funéraire de David Stimer | Odratzheim                 | église catholique Sainte-Marguerite                                               | inscrit    | 2001                  | Notice no PM67001456 |       |
| fonts baptismaux | Ohnenheim                  | église catholique Saint-Grégoire                                                  | inscrit    | 1996                  | Notice no PM67001313 |       |
| statue : Vierge à l'Enfant | Ohnenheim                  | église catholique Saint-Grégoire                                                  | classé     | 1998                  | Notice no PM67000815 |       |
| 3 tableaux et leurs cadres : Grégoire le grand, Crucifixion, Sainte Famille avec Saint-Jean-Baptiste | Ohnenheim                  | église paroissiale Saint-Grégoire                                                 | classé     | 1977                  | Notice no PM67000637 |       |
| calice, patène | Ohnenheim                  | église paroissiale Saint-Grégoire                                                 | classé     | 1969                  | Notice no PM67000224 |       |
| orgue de tribune | Olwisheim                  | Église Saints-Pierre-et-Paul d'Olwisheim                                          | classé     | 1985                  | Notice no PM67001067 |       |
| orgue de tribune : partie instrumentale de l'orgue | Olwisheim                  | Église Saints-Pierre-et-Paul d'Olwisheim                                          | classé     | 1985                  | Notice no PM67000225 |       |
| orgue de cabinet (positif) | Olwisheim                  | hôtel de ville                                                                    | inscrit    | 1999                  | Notice no PM67001126 |       |
| quatre tableaux : Adoration des Mages, Adoration des bergers, Fuite en Égypte et Mort de Saint-Joseph | Orschwiller                | chapelle Saint-Joseph                                                             | inscrit    | 1976                  | Notice no PM67001717 |       |
| groupe de 7 statues (statuettes) | Orschwiller                | chapelle Saint-Joseph                                                             | inscrit    | 1976                  | Notice no PM67001716 |       |
| armoire d'applique | Orschwiller                | Château du Haut-Koenigsbourg                                                      | inscrit    | 1992                  | Notice no PM67001318 |       |
| armoire : buffet | Orschwiller                | Château du Haut-Koenigsbourg                                                      | inscrit    | 1992                  | Notice no PM67001317 |       |
| table | Orschwiller                | Château du Haut-Koenigsbourg                                                      | inscrit    | 1992                  | Notice no PM67001316 |       |
| berceau | Orschwiller                | château du Haut-Koenigsbourg                                                      | inscrit    | 1992                  | Notice no PM67001315 |       |
| berceau | Orschwiller                | château du Haut-Koenigsbourg                                                      | inscrit    | 1992                  | Notice no PM67001314 |       |
| coffre | Orschwiller                | château du Haut-Koenigsbourg                                                      | classé     | 1995                  | Notice no PM67000763 |       |
| coffre | Orschwiller                | château du Haut-Koenigsbourg                                                      | classé     | 1991                  | Notice no PM67000729 |       |
| coffre | Orschwiller                | château du Haut-Koenigsbourg                                                      | classé     | 1991                  | Notice no PM67000728 |       |
| coffre | Orschwiller                | château du Haut-Koenigsbourg                                                      | classé     | 1991                  | Notice no PM67000727 |       |
| coffre | Orschwiller                | château du Haut-Koenigsbourg                                                      | classé     | 1991                  | Notice no PM67000726 |       |
| coffre | Orschwiller                | château du Haut-Koenigsbourg                                                      | classé     | 1991                  | Notice no PM67000725 |       |
| coffre | Orschwiller                | château du Haut-Koenigsbourg                                                      | classé     | 1991                  | Notice no PM67000724 |       |
| coffre | Orschwiller                | château du Haut-Koenigsbourg                                                      | classé     | 1991                  | Notice no PM67000723 |       |
| coffre | Orschwiller                | château du Haut-Koenigsbourg                                                      | classé     | 1991                  | Notice no PM67000722 |       |
| coffre | Orschwiller                | château du Haut-Koenigsbourg                                                      | classé     | 1991                  | Notice no PM67000721 |       |
| coffre | Orschwiller                | château du Haut-Koenigsbourg                                                      | classé     | 1991                  | Notice no PM67000720 |       |
| coffre | Orschwiller                | château du Haut-Koenigsbourg                                                      | classé     | 1991                  | Notice no PM67000719 |       |
| coffre | Orschwiller                | château du Haut-Koenigsbourg                                                      | classé     | 1991                  | Notice no PM67000718 |       |
| lustre | Orschwiller                | château du Haut-Koenigsbourg                                                      | classé     | 1991                  | Notice no PM67000717 |       |
| lustres (2) (paire) | Orschwiller                | château du Haut-Koenigsbourg                                                      | classé     | 1991                  | Notice no PM67000716 |       |
| chaises (24) | Orschwiller                | château du Haut-Koenigsbourg                                                      | classé     | 1991                  | Notice no PM67000715 |       |
| 12 chaises | Orschwiller                | château du Haut-Koenigsbourg                                                      | classé     | 1991                  | Notice no PM67000714 |       |
| lit | Orschwiller                | château du Haut-Koenigsbourg                                                      | classé     | 1991                  | Notice no PM67000713 |       |
| crédence (crédence dressoir) | Orschwiller                | château du Haut-Koenigsbourg                                                      | classé     | 1991                  | Notice no PM67000712 |       |
| buffet | Orschwiller                | château du Haut-Koenigsbourg                                                      | classé     | 1991                  | Notice no PM67000711 |       |
| armoire | Orschwiller                | château du Haut-Koenigsbourg                                                      | classé     | 1991                  | Notice no PM67000710 |       |
| armoire bonnetière | Orschwiller                | château du Haut-Koenigsbourg                                                      | classé     | 1991                  | Notice no PM67000709 |       |
| armoire | Orschwiller                | château du Haut-Koenigsbourg                                                      | classé     | 1991                  | Notice no PM67000708 |       |
| armoire | Orschwiller                | château du Haut-Koenigsbourg                                                      | classé     | 1991                  | Notice no PM67000707 |       |
| armoire | Orschwiller                | château du Haut-Koenigsbourg                                                      | classé     | 1991                  | Notice no PM67000706 |       |
| armoire | Orschwiller                | château du Haut-Koenigsbourg                                                      | classé     | 1991                  | Notice no PM67000705 |       |
| armoire (bas d'armoire) | Orschwiller                | château du Haut-Koenigsbourg                                                      | classé     | 1991                  | Notice no PM67000704 |       |
| armoire | Orschwiller                | château du Haut-Koenigsbourg                                                      | classé     | 1991                  | Notice no PM67000703 |       |
| armoire | Orschwiller                | château du Haut-Koenigsbourg                                                      | classé     | 1991                  | Notice no PM67000702 |       |
| armoire | Orschwiller                | château du Haut-Koenigsbourg                                                      | classé     | 1991                  | Notice no PM67000701 |       |
| maquette | Orschwiller                | château du Haut-Koenigsbourg                                                      | classé     | 1991                  | Notice no PM67000700 |       |
| coffre | Orschwiller                | château du Haut-Koenigsbourg                                                      | classé     | 1991                  | Notice no PM67000690 |       |
| coffre, malle (?) | Orschwiller                | château du Haut-Koenigsbourg                                                      | classé     | 1991                  | Notice no PM67000689 |       |
| coffre | Orschwiller                | château du Haut-Koenigsbourg                                                      | classé     | 1991                  | Notice no PM67000688 |       |
| tabernacle du maître-autel | Orschwiller                | église catholique Saint-Maurice                                                   | inscrit    | 1976                  | Notice no PM67001719 |       |
| statue : Vierge à l'Enfant | Orschwiller                | église catholique Saint-Maurice                                                   | inscrit    | 1976                  | Notice no PM67001718 |       |
| orgue de tribune | Orschwiller                | église catholique Saint-Maurice                                                   | classé     | 1986                  | Notice no PM67001068 |       |
| croix funéraire, coffret | Orschwiller                | église catholique Saint-Maurice                                                   | classé     | 1999                  | Notice no PM67000902 |       |
| orgue de tribune : partie instrumentale de l'orgue | Orschwiller                | église catholique Saint-Maurice                                                   | classé     | 1986                  | Notice no PM67000226 |       |
| chaire à prêcher | Orschwiller                | église paroissiale Saint-Maurice                                                  | classé     | 1977                  | Notice no PM67000639 |       |
| tableau : Saint-Maurice | Orschwiller                | église paroissiale Saint-Maurice                                                  | classé     | 1977                  | Notice no PM67000638 |       |
| monument sépulcral, de Jorg Zorn von Bulach et Ursula de Landsberg | Osthouse                   | château                                                                           | classé     | 1983                  | Notice no PM67000228 |       |
| monument sépulcral (gisant) du chanoine Hugues Zorn le Jeune | Osthouse                   | château                                                                           | classé     | 1983                  | Notice no PM67000227 |       |
| verrière : Vierge (la), Christ | Ostwald                    | église paroissiale Saint-Oswald, chapelle du cimetière                            | classé     | 1977                  | Notice no PM67000640 |       |
| verrière : donateur, Darenheim Waltherus | Ostwald                    | église paroissiale Saint-Oswald, chapelle du cimetière                            | classé     | 1977                  | Notice no PM67000484 |       |
| verrière : Saint-Osvald | Ostwald                    | église paroissiale Saint-Oswald, chapelle du cimetière                            | classé     | 1977                  | Notice no PM67000213 |       |
| sabre, fourreau | Ottrott                    | abbaye de bénédictines Sainte-Odile                                               | classé     | 2006                  | Notice no PM67000960 |       |
| tableau de broderie : Le Saint-Suaire de Besançon | Ottrott                    | abbaye de bénédictines Sainte-Odile                                               | classé     | 2006                  | Notice no PM67000959 |       |
| bas-relief : Saint-Christophe portant l'Enfant Jésus et Saint-Pantaléon | Ottrott                    | abbaye de bénédictines Sainte-Odile                                               | classé     | 2006                  | Notice no PM67000958 |       |
| ensemble de trois tableaux : Sainte-Bereswinde, Sainte-Eugénie et Sainte-Gundelinde | Ottrott                    | abbaye de bénédictines Sainte-Odile                                               | classé     | 2006                  | Notice no PM67000957 |       |
| chemin de croix | Ottrott                    | abbaye de bénédictines Sainte-Odile                                               | classé     | 2006                  | Notice no PM67000956 |       |
| ensemble de 6 confessionnaux | Ottrott                    | abbaye de bénédictines Sainte-Odile                                               | classé     | 2006                  | Notice no PM67000955 |       |
| bas-relief : Vie de Sainte-Odile | Ottrott                    | abbaye de bénédictines Sainte-Odile                                               | classé     | 2006                  | Notice no PM67000954 |       |
| Deux statues : Sainte-Odile et un ange | Ottrott                    | abbaye de bénédictines Sainte-Odile                                               | classé     | 2006                  | Notice no PM67000953 |       |
| tombeau de Sainte-Odile (autel-reliquaire) | Ottrott                    | abbaye de bénédictines Sainte-Odile                                               | classé     | 2006                  | Notice no PM67000952 |       |
| stèle de fondation de l'abbaye de Hohenbourg | Ottrott                    | abbaye de bénédictines Sainte-Odile                                               | classé     | 2006                  | Notice no PM67000951 |       |
| sarcophage dit du duc Aldaric et de son épouse Bereswinde | Ottrott                    | abbaye de bénédictines Sainte-Odile                                               | classé     | 2006                  | Notice no PM67000950 |       |
| sarcophage de Sainte-Odile | Ottrott                    | abbaye de bénédictines Sainte-Odile                                               | classé     | 2006                  | Notice no PM67000949 |       |
| tableau : Portrait du duc d'Attich et de son épouse Bereswinde | Ottrott                    | monastère de Sainte-Odile, au Mont-Saint-Odile                                    | inscrit    | 2004                  | Notice no PM67001725 |       |
| tableau : Saint-Thomas d'Aquin | Ottrott                    | monastère de Sainte-Odile, au Mont-Saint-Odile                                    | inscrit    | 2004                  | Notice no PM67001345 |       |
| 10 tableaux : Vie de Sainte-Odile | Ottrott                    | monastère de Sainte-Odile, au Mont-Saint-Odile                                    | inscrit    | 2004                  | Notice no PM67001344 |       |
| statue : Sainte-Odile orante | Ottrott                    | monastère de Sainte-Odile, au Mont-Saint-Odile                                    | inscrit    | 2004                  | Notice no PM67001343 |       |
| stalles de chœur | Ottrott                    | monastère de Sainte-Odile, au Mont-Saint-Odile                                    | inscrit    | 2004                  | Notice no PM67001342 |       |
| retable du maître-autel et statue : Vierge à l'Enfant | Ottrott                    | monastère de Sainte-Odile, au Mont-Saint-Odile                                    | inscrit    | 2004                  | Notice no PM67001341 |       |
| statue : Sainte-Odile | Ottrott                    | monastère de Sainte-Odile, au Mont-Saint-Odile                                    | inscrit    | 2004                  | Notice no PM67001340 |       |
| deux statues (statuette) : Vierge et Saint-Norbert | Ottrott                    | monastère de Sainte-Odile, au Mont-Saint-Odile                                    | inscrit    | 2004                  | Notice no PM67001339 |       |
| châsse de Sainte-Odile n°1 | Ottrott                    | monastère de Sainte-Odile, au Mont-Saint-Odile                                    | inscrit    | 2004                  | Notice no PM67001338 |       |
| châsse de Sainte-Odile n°2 | Ottrott                    | monastère de Sainte-Odile, au Mont-Saint-Odile                                    | inscrit    | 2004                  | Notice no PM67001337 |       |
| statue : Sainte-Odile | Ottrott                    | monastère de Sainte-Odile, au Mont-Saint-Odile                                    | inscrit    | 2004                  | Notice no PM67001336 |       |
| service de table : 45 pièces | Ottrott                    | monastère de Sainte-Odile, au Mont-Saint-Odile                                    | inscrit    | 2004                  | Notice no PM67001335 |       |
| tableau : Vie de Sainte-Odile | Ottrott                    | monastère de Sainte-Odile, au Mont-Saint-Odile                                    | inscrit    | 2004                  | Notice no PM67001334 |       |
| tableau : La consécration du monastère de sainte-Odile au Christ | Ottrott                    | monastère de Sainte-Odile, au Mont-Saint-Odile                                    | inscrit    | 2004                  | Notice no PM67001333 |       |
| tableau : Sainte-Odile guérissant les aveugles | Ottrott                    | monastère de Sainte-Odile, au Mont-Saint-Odile                                    | inscrit    | 2004                  | Notice no PM67001332 |       |
| ex-voto de la famille Cassal de Ferrette à Sainte-Odile | Ottrott                    | monastère de Sainte-Odile, au Mont-Saint-Odile                                    | inscrit    | 2004                  | Notice no PM67001331 |       |
| ex-voto de Barbara Biedel à Sainte-Odile | Ottrott                    | monastère de Sainte-Odile, au Mont-Saint-Odile                                    | inscrit    | 2004                  | Notice no PM67001330 |       |
| ex-voto anonyme à Sainte-Odile | Ottrott                    | monastère de Sainte-Odile, au Mont-Saint-Odile                                    | inscrit    | 2004                  | Notice no PM67001329 |       |
| trois ex-voto à Sainte-Odile avec un ou deux yeux | Ottrott                    | monastère de Sainte-Odile, au Mont-Saint-Odile                                    | inscrit    | 2004                  | Notice no PM67001328 |       |
| haut-relief : Chute du Christ avec sa croix | Ottrott                    | monastère de Sainte-Odile, au Mont-Saint-Odile                                    | inscrit    | 2004                  | Notice no PM67001327 |       |
| haut-relief (fragment) : Tête de Christ couronné d'épines | Ottrott                    | monastère de Sainte-Odile, au Mont-Saint-Odile                                    | inscrit    | 2004                  | Notice no PM67001326 |       |
| reliquaire (coffret reliquaire) de Sainte-Agathe | Ottrott                    | monastère de Sainte-Odile, au Mont-Saint-Odile                                    | inscrit    | 2004                  | Notice no PM67001325 |       |
| statue : Saint-Paul | Ottrott                    | monastère de Sainte-Odile, au Mont-Saint-Odile                                    | inscrit    | 2004                  | Notice no PM67001324 |       |
| statue : Saint-Pierre | Ottrott                    | monastère de Sainte-Odile, au Mont-Saint-Odile                                    | inscrit    | 2004                  | Notice no PM67001323 |       |
| statue : Vierge à l'Enfant | Ottrott                    | monastère de Sainte-Odile, au Mont-Saint-Odile                                    | inscrit    | 2004                  | Notice no PM67001322 |       |
| groupe sculpté : Calvaire | Ottrott                    | monastère de Sainte-Odile, au Mont-Saint-Odile                                    | inscrit    | 2004                  | Notice no PM67001321 |       |
| groupe sculpté : Saint-Georges terrassant le dragon | Ottrott                    | monastère de Sainte-Odile, au Mont-Saint-Odile                                    | inscrit    | 2004                  | Notice no PM67001320 |       |
| groupe sculpté : Annonciation | Ottrott                    | monastère de Sainte-Odile, au Mont-Saint-Odile                                    | inscrit    | 2004                  | Notice no PM67001319 |       |
| reliquaire-monstrance (ostensoir-soleil-reliquaire) de la dent de Sainte-Odile | Ottrott                    | monastère de Sainte-Odile, au Mont-Saint-Odile                                    | inscrit    | 2006                  | Notice no PM67001404 |       |
| ostensoir-soleil de Sainte-Odile | Ottrott                    | monastère de Sainte-Odile, au Mont-Saint-Odile                                    | classé     | 2009                  | Notice no PM67001143 |       |
| crosse pastorale de Mgr Sébastien Herscher, évêque de Langres, et sa boîte | Ottrott                    | monastère de Sainte-Odile, au Mont-Saint-Odile                                    | classé     | 2009                  | Notice no PM67001142 |       |
| croix-reliquaire de procession, copie de la croix de Niedermunster | Ottrott                    | monastère de Sainte-Odile, au Mont-Saint-Odile                                    | classé     | 2009                  | Notice no PM67001141 |       |
| statue : Vierge à l'Enfant | Ottrott                    | chapelle Saint-Nicolas                                                            | inscrit    | 1976                  | Notice no PM67001721 |       |
| statue : Saint-Nicolas | Ottrott                    | chapelle Saint-Nicolas                                                            | inscrit    | 1976                  | Notice no PM67001720 |       |
| éléments d'architecture (2), linteau, corniche | Ottrott                    | château de Windeck dit foyer de charité                                           | classé     | 1995                  | Notice no PM67000764 |       |
| orgue de tribune | Ottrott                    | église paroissiale Saint-Simon-et-Saint-Jude                                      | classé     | 1995                  | Notice no PM67001069 |       |
| orgue de tribune : buffet d'orgue | Ottrott                    | église paroissiale Saint-Simon-et-Saint-Jude                                      | classé     | 1995                  | Notice no PM67000779 |       |
| autel, retable, 2 tableaux (autel secondaire) : Immaculée Conception, cœur ardent et roses | Ottrott                    | église paroissiale Saint-Simon, Saint-Jude                                        | classé     | 1992                  | Notice no PM67000686 |       |
| autel, retable, 2 tableaux (autel secondaire) : Martyre de Saint-Sébastien, cœur ardent et couronne d'épines | Ottrott                    | église paroissiale Saint-Simon, Saint-Jude                                        | classé     | 1992                  | Notice no PM67000685 |       |
| autel, tabernacle, retable, tableau (maître-autel) : Saint-Simon et Saint-Jude | Ottrott                    | église paroissiale Saint-Simon, Saint-Jude                                        | classé     | 1992                  | Notice no PM67000683 |       |
| chaire à prêcher | Ottrott                    | église paroissiale Saint-Simon, Saint-Jude                                        | classé     | 1992                  | Notice no PM67000642 |       |
| ensemble (3 autels, tabernacle, 3 retables, 5 tableaux) | Ottrott                    | église paroissiale Saint-Simon, Saint-Jude                                        | classé     | 1992                  | Notice no PM67000641 |       |
| rame de 3 voitures de voyageurs type Romilly, B9 1/2 T 2907439 | Ottrott                    | gare                                                                              | classé     | 1994                  | Notice no PM67000678 |       |
| locomotive à vapeur : locomotive-tender Borsig, à voie normale, 030 T 3 | Ottrott                    | gare                                                                              | classé     | 1985                  | Notice no PM67000643 |       |
| gourde de pèlerinage | Ottrott                    | mairie                                                                            | classé     | 1997                  | Notice no PM67000787 |       |
| 3 dalles funéraires | La Petite-Pierre           | église                                                                            | classé     | 1970                  | Notice no PM67000229 |       |
| fontaine d'ablutions : fontaine murale | Pfaffenhoffen              | synagogue                                                                         | inscrit    | 1988                  | Notice no PM67001346 |       |
| arche sainte (Aron ha Qodesh) | Pfaffenhoffen              | synagogue                                                                         | classé     | 1988                  | Notice no PM67000230 |       |
| statue : Saint-Michel | Pfulgriesheim              | église protestante paroissiale Saint-Michel                                       | classé     | 1982                  | Notice no PM67000645 |       |
| peinture monumentale : Christ en majesté, douze apôtres | Pfulgriesheim              | église protestante paroissiale Saint-Michel                                       | classé     | 1974                  | Notice no PM67000644 |       |
| deux statues (statuette) : anges adorateurs | Pfulgriesheim              | église simultanée                                                                 | inscrit    | 1984                  | Notice no PM67001347 |       |
| groupe sculpté : Vierge à l'Enfant | Plobsheim                  | chapelle Notre-Dame du Chêne                                                      | classé     | 2005                  | Notice no PM67000947 |       |
| calice ex-voto de l'évêque François Zorn de Bulach | Plobsheim                  | chapelle Notre-Dame du Chêne                                                      | classé     | 2005                  | Notice no PM67000946 |       |
| deux statues : Evangélistes Marc et Jean | Plobsheim                  | chapelle Sainte-Marie-du-Chêne ou Notre-Dame-du-Chêne                             | inscrit    | 2003                  | Notice no PM67001497 |       |
| statue : Saint-Antoine de Padoue | Plobsheim                  | chapelle Sainte-Marie-du-Chêne ou Notre-Dame-du-Chêne                             | inscrit    | 2003                  | Notice no PM67001496 |       |
| statue : Saint-Wendelin | Plobsheim                  | chapelle Sainte-Marie-du-Chêne ou Notre-Dame-du-Chêne                             | inscrit    | 2003                  | Notice no PM67001495 |       |
| deux statues en pendant : ange porte-lance et ange pleurant | Plobsheim                  | chapelle Sainte-Marie-du-Chêne ou Notre-Dame-du-Chêne                             | inscrit    | 2003                  | Notice no PM67001494 |       |
| statue : Christ en croix | Plobsheim                  | chapelle Sainte-Marie-du-Chêne ou Notre-Dame-du-Chêne                             | inscrit    | 2003                  | Notice no PM67001493 |       |
| autel (maître-autel) et tabernacle | Plobsheim                  | église catholique Saint-Pierre-et-Saint-Paul                                      | inscrit    | 2003                  | Notice no PM67001498 |       |
| boîte à hosties protestante | Printzheim                 | église protestante                                                                | classé     | 2012                  | Notice no PM67001850 |       |
| 2 aiguières de communion | Printzheim                 | église protestante                                                                | classé     | 2012                  | Notice no PM67001849 |       |
| calice protestant | Printzheim                 | église protestante                                                                | classé     | 2012                  | Notice no PM67001848 |       |
| cloche | Ranrupt                    | église catholique Saint-Vincent                                                   | inscrit    | 1998                  | Notice no PM67001560 |       |
| plat tête de Saint-Jean-Baptiste : Saint-Jean-Baptiste | Reichsfeld                 | église paroissiale                                                                | classé     | 1995                  | Notice no PM67000767 |       |
| chemin de croix | Reichsfeld                 | presbytère catholique                                                             | classé     | 1999                  | Notice no PM67000853 |       |
| maître-autel | Reichshoffen               | chapelle Notre-Dame-du-Bon-Secours                                                | inscrit    | 1997                  | Notice no PM67001351 |       |
| autel-retable de Saint-Wolfgang | Reichshoffen               | chapelle Notre-Dame-du-Bon-Secours                                                | inscrit    | 1997                  | Notice no PM67001349 |       |
| autel-retable de Sainte-Anne | Reichshoffen               | chapelle Notre-Dame-du-Bon-Secours                                                | inscrit    | 1997                  | Notice no PM67001348 |       |
| cloche Sainte-Anne dédiée au roi de Rome | Reichshoffen               | église catholique Saint-Michel                                                    | inscrit    | 1990                  | Notice no PM67001726 |       |
| statue : Vierge Marie enfant? | Reichshoffen               | église catholique Saint-Michel                                                    | inscrit    | 2001                  | Notice no PM67001460 |       |
| statue : Sainte-Anne | Reichshoffen               | église catholique Saint-Michel                                                    | inscrit    | 2001                  | Notice no PM67001459 |       |
| statue : Vierge de l'immaculée Conception | Reichshoffen               | église catholique Saint-Michel                                                    | inscrit    | 2001                  | Notice no PM67001458 |       |
| statue : Saint-Christophe et Jésus | Reichshoffen               | église catholique Saint-Michel                                                    | inscrit    | 2001                  | Notice no PM67001457 |       |
| statue : Vierge ? | Reichshoffen               | église catholique Saint-Michel                                                    | inscrit    | 2001                  | Notice no PM67001352 |       |
| statue (statuette) : Vierge à l'Enfant provenant du maître-autel de Wohlfahrtshoffen | Reichshoffen               | église catholique Saint-Michel                                                    | inscrit    | 1997                  | Notice no PM67001350 |       |
| orgue de tribune | Reichshoffen               | église catholique Saint-Michel                                                    | classé     | 1977                  | Notice no PM67001070 |       |
| orgue de chœur | Reichshoffen               | église catholique Saint-Michel                                                    | classé     | 1990                  | Notice no PM67001071 |       |
| orgue de tribune : buffet d'orgue | Reichshoffen               | église catholique Saint-Michel                                                    | classé     | 1977                  | Notice no PM67000647 |       |
| orgue de chœur : buffet d'orgue | Reichshoffen               | église catholique Saint-Michel                                                    | classé     | 1990                  | Notice no PM67000522 |       |
| table | Reichshoffen               | église paroissiale Saint-Michel                                                   | classé     | 1992                  | Notice no PM67000654 |       |
| bancs de fidèles | Reichshoffen               | église paroissiale Saint-Michel                                                   | classé     | 1982                  | Notice no PM67000653 |       |
| 4 confessionnaux | Reichshoffen               | église paroissiale Saint-Michel                                                   | classé     | 1982                  | Notice no PM67000652 |       |
| stalles, lambris de demi-revêtement | Reichshoffen               | église paroissiale Saint-Michel                                                   | classé     | 1982                  | Notice no PM67000651 |       |
| chaire à prêcher | Reichshoffen               | église paroissiale Saint-Michel                                                   | classé     | 1980                  | Notice no PM67000650 |       |
| 2 autels, 2 retables, 2 tableaux : Annonciation (de l'), Saint-Michel (autels secondaires) | Reichshoffen               | église paroissiale Saint-Michel                                                   | classé     | 1982                  | Notice no PM67000649 |       |
| autel, retable, tabernacle, tableau, 8 statues (maître-autel) : Descente de Croix, anges (2), angelots (2), Trinité, Saint-Michel, Saint-Georges | Reichshoffen               | église paroissiale Saint-Michel                                                   | classé     | 1982                  | Notice no PM67000648 |       |
| tabernacle du maître-autel | Reinhardsmunster           | église                                                                            | classé     | 1975                  | Notice no PM67000233 |       |
| 9 tableaux : Scènes de la vie de la Vierge | Reutenbourg                | couvent de Reinacker                                                              | classé     | 1995                  | Notice no PM67000766 |       |
| statue : Vierge de Pitié (La) | Reutenbourg                | couvent de Reinacker                                                              | classé     | 1995                  | Notice no PM67000765 |       |
| 2 confessionnaux | Reutenbourg                | couvent, église                                                                   | classé     | 1991                  | Notice no PM67000549 |       |
| trois autels néo-gothiques et des boiseries du chœur assorties | Reutenbourg                | église catholique de Reinacker                                                    | inscrit    | 1995                  | Notice no PM67001731 |       |
| statue : Vierge à l'Enfant et Immaculée Conception | Reutenbourg                | église catholique de Reinacker                                                    | inscrit    | 1995                  | Notice no PM67001730 |       |
| statue : Vierge à l'Enfant | Reutenbourg                | église catholique de Reinacker                                                    | inscrit    | 1995                  | Notice no PM67001729 |       |
| statue : Sainte-Scholastique | Reutenbourg                | église catholique de Reinacker                                                    | inscrit    | 1995                  | Notice no PM67001728 |       |
| statue : Saint-Benoît | Reutenbourg                | église catholique de Reinacker                                                    | inscrit    | 1995                  | Notice no PM67001727 |       |
| meuble de sacristie (corps supérieur) | Richtolsheim               | église catholique Saint-Arbogast                                                  | inscrit    | 2006                  | Notice no PM67001407 |       |
| retable de Saint-Arbogast et ses statues | Richtolsheim               | église catholique Saint-Arbogast                                                  | inscrit    | 2006                  | Notice no PM67001406 |       |
| ciboire | Richtolsheim               | église catholique Saint-Arbogast                                                  | inscrit    | 2006                  | Notice no PM67001405 |       |
| orgue de tribune : buffet d'orgue | Richtolsheim               | église catholique Saint-Arbogast                                                  | inscrit    | 2006                  | Notice no PM67001075 |       |
| orgue de tribune | Richtolsheim               | église catholique Saint-Arbogast                                                  | inscrit    | 2006                  | Notice no PM67001074 |       |
| orgue de tribune : buffet d'orgue | Riedseltz                  | église paroissiale Saint-Jacques                                                  | inscrit    | 1982                  | Notice no PM67001073 |       |
| orgue de tribune | Riedseltz                  | église paroissiale Saint-Jacques                                                  | inscrit    | 1982                  | Notice no PM67001072 |       |
| orgue de tribune : partie instrumentale de l'orgue | Riedseltz                  | église paroissiale Saint-Jacques                                                  | classé     | 1980                  | Notice no PM67000646 |       |
| autel, tabernacle, dais d'autel, 2 statues : Saint-Wendelin, Saint-Jean-Baptiste (maître-autel) | Ringeldorf                 | église catholique Notre-Dame                                                      | classé     | 1998                  | Notice no PM67000818 |       |
| groupe sculpté : Vierge de Pitié | Ringeldorf                 | église catholique Notre-Dame                                                      | classé     | 1998                  | Notice no PM67000817 |       |
| chaire à prêcher | Ringeldorf                 | église catholique de la Nativité-de-la-Bienheureuse-Vierge-Marie                  | inscrit    | 1996                  | Notice no PM67001354 |       |
| ensemble de deux autels secondaires et leurs tableaux | Ringeldorf                 | église catholique de la Nativité-de-la-Bienheureuse-Vierge-Marie                  | inscrit    | 1996                  | Notice no PM67001353 |       |
| deux confessionnaux | Rœschwoog                  | église Saint-Barthélémy                                                           | inscrit    | 1974                  | Notice no PM67001355 |       |
| orgue de tribune | Rœschwoog                  | église paroissiale Saint-Barthélémy                                               | classé     | 1972                  | Notice no PM67001076 |       |
| 2 autels, 2 retables, 4 tableaux (autels secondaires) : Assomption de la Vierge à l'Enfant, Sainte-Barbe, Martyre de Saint-Sébastien, Saint-Joseph à l'Enfant | Rœschwoog                  | église paroissiale Saint-Barthélémy                                               | classé     | 1972                  | Notice no PM67000464 |       |
| orgue de tribune : buffet d'orgue | Rœschwoog                  | église paroissiale Saint-Barthélémy                                               | classé     | 1972                  | Notice no PM67000239 |       |
| autel, tabernacle, retable, tableau, croix d'autel, chandeliers (16) (maître-autel) : Martyre de Saint-Barthélémy, Saint-Pierre, Saint-Paul | Rœschwoog                  | église paroissiale Saint-Barthélémy                                               | classé     | 1972                  | Notice no PM67000238 |       |
| calice | Rœschwoog                  | église paroissiale Saint-Barthélémy                                               | classé     | 1972                  | Notice no PM67000237 |       |
| ostensoir : Agneau mystique, Sainte-Face, Dieu le Père, anges | Rœschwoog                  | église paroissiale Saint-Barthélémy                                               | classé     | 1972                  | Notice no PM67000236 |       |
| orgue de tribune : partie instrumentale de l'orgue | Rœschwoog                  | église paroissiale Saint-Barthélémy                                               | classé     | 1971                  | Notice no PM67000235 |       |
| cloche | Rohr                       | église catholique Saint-Arbogast                                                  | inscrit    | 1995                  | Notice no PM67001733 |       |
| cloche | Rohr                       | église catholique Saint-Arbogast                                                  | inscrit    | 1995                  | Notice no PM67001732 |       |
| aiguière de communion | Romanswiller               | église protestante                                                                | classé     | 2012                  | Notice no PM67001853 |       |
| aiguière et bassin de baptême | Romanswiller               | église protestante                                                                | classé     | 2012                  | Notice no PM67001852 |       |
| calice protestant et sa patène | Romanswiller               | église protestante                                                                | classé     | 2012                  | Notice no PM67001851 |       |
| orgue de tribune | Roppenheim                 | église paroissiale protestante Saint-Michel                                       | classé     | 1972                  | Notice no PM67001077 |       |
| orgue de tribune : buffet d'orgue | Roppenheim                 | église paroissiale protestante Saint-Michel                                       | classé     | 1972                  | Notice no PM67000242 |       |
| chaire à prêcher | Roppenheim                 | église paroissiale protestante Saint-Michel                                       | classé     | 1972                  | Notice no PM67000241 |       |
| orgue de tribune : partie instrumentale de l'orgue | Roppenheim                 | église paroissiale protestante Saint-Michel                                       | classé     | 1971                  | Notice no PM67000240 |       |
| 4 statues (statuettes) : les évangélistes | Rosenwiller                | église paroissiale dite de l'Assomption-de-la-Bienheureuse-Vierge-Marie           | classé     | 1972                  | Notice no PM67000246 |       |
| 2 retables, 2 statues, haut-relief : Sainte-Catherine, Saint-Sébastien, plat de Saint-Jean-Baptiste, des autels secondaires de Sainte-Catherine et de Saint-Sébastien                                                                                             | Rosenwiller                | église paroissiale dite de l'Assomption-de-la-Bienheureuse-Vierge-Marie           | classé     | 1972                  | Notice no PM67000245 |       |
| retable, statue de procession, tableau : Vierge à l'Enfant dite Notre-Dame du Mont Carmel, Assomption | Rosenwiller                | église paroissiale dite de l'Assomption-de-la-Bienheureuse-Vierge-Marie           | classé     | 1972                  | Notice no PM67000244 |       |
| 4 verrières : scènes de la vie du Christ, Annonciation (baies 0 à 2, 8) | Rosenwiller                | église paroissiale dite de l'Assomption-de-la-Bienheureuse-Vierge-Marie           | classé     | 1972                  | Notice no PM67000243 |       |
| autel, tabernacle, croix d'autel, tableau (crucifix) : la Vision de Sainte-Barbe | Rottelsheim                | église paroissiale Saint-Martin                                                   | classé     | 1969                  | Notice no PM67000248 |       |
| horloge d'édifice | Russ                       | église catholique Saint-Étienne                                                   | inscrit    | 1997                  | Notice no PM67001358 |       |
| statue : Vierge à l'Enfant | Saales                     | église catholique Saint-Barthélemy                                                | classé     | 2000                  | Notice no PM67000869 |       |
| orgue de tribune : partie instrumentale de l'orgue | Saasenheim                 | Église Saint-Jean-Baptiste de Saasenheim                                          | classé     | 1997                  | Notice no PM67001080 |       |
| orgue de tribune | Saasenheim                 | Église Saint-Jean-Baptiste de Saasenheim                                          | classé     | 1991                  | Notice no PM67001079 |       |
| autel, retable, 4 statues (autel secondaire) : Sacré-Cœur, Saint-Jean Népomucène, Saint-Antoine de Padoue, Saint-Sébastien | Saasenheim                 | Église Saint-Jean-Baptiste de Saasenheim                                          | classé     | 1991                  | Notice no PM67000529 |       |
| autel, retable, 4 statues (autel secondaire) : Immaculée Conception, Saint-Joseph (?), Sainte-Marguerite, Sainte-Marie-Madeleine | Saasenheim                 | Église Saint-Jean-Baptiste de Saasenheim                                          | classé     | 1991                  | Notice no PM67000528 |       |
| autel, retable, tabernacle, statue (maître-autel) : Saint-Jean-Baptiste | Saasenheim                 | Église Saint-Jean-Baptiste de Saasenheim                                          | classé     | 1991                  | Notice no PM67000527 |       |
| 2 confessionnaux | Saasenheim                 | Église Saint-Jean-Baptiste de Saasenheim                                          | classé     | 1991                  | Notice no PM67000526 |       |
| groupe sculpté : Vierge de Pitié | Saasenheim                 | Église Saint-Jean-Baptiste de Saasenheim                                          | classé     | 1991                  | Notice no PM67000525 |       |
| chaire à prêcher | Saasenheim                 | Église Saint-Jean-Baptiste de Saasenheim                                          | classé     | 1991                  | Notice no PM67000524 |       |
| orgue de tribune : buffet d'orgue | Saasenheim                 | Église Saint-Jean-Baptiste de Saasenheim                                          | classé     | 1991                  | Notice no PM67000523 |       |
| retable de la Passion et de la Résurrection du Christ (triptyque) | Saasenheim                 | Église Saint-Jean-Baptiste de Saasenheim                                          | classé     | 1971                  | Notice no PM67000249 |       |
| 3 autels, tabernacle, 3 retables, lambris de revêtement, stalles, chaire à prêcher (maître-autel, autels secondaires) : Crucifixion, Saint-Sébastien, Assomption                                                                                                  | Saessolsheim               | Église Saint-Jean-Baptiste de Saasenheim                                          | classé     | 1971                  | Notice no PM67000250 |       |
| petite cloche | Saint-Blaise-la-Roche      | église catholique Saint-Blaise                                                    | inscrit    | 1996                  | Notice no PM67001741 |       |
| grande cloche | Saint-Blaise-la-Roche      | église catholique Saint-Blaise                                                    | inscrit    | 1996                  | Notice no PM67001740 |       |
| cloche moyenne | Saint-Blaise-la-Roche      | église catholique Saint-Blaise                                                    | inscrit    | 1996                  | Notice no PM67001739 |       |
| statue : Saint-Grégoire le Grand | Saint-Blaise-la-Roche      | église catholique Saint-Blaise                                                    | inscrit    | 1999                  | Notice no PM67001361 |       |
| statue : Saint-Jérôme | Saint-Blaise-la-Roche      | église catholique Saint-Blaise                                                    | inscrit    | 1999                  | Notice no PM67001360 |       |
| tableau, cadre : le Baptême du Christ | Saint-Jean-Saverne         | Abbatiale Saint-Jean-Baptiste de Saint-Jean-Saverne                               | classé     | 1977                  | Notice no PM67000264 |       |
| tableau : vue de l'abbaye de Saint-Jean | Saint-Jean-Saverne         | Abbatiale Saint-Jean-Baptiste de Saint-Jean-Saverne                               | classé     | 1977                  | Notice no PM67000263 |       |
| statue (demi-nature) : sainte | Saint-Jean-Saverne         | Abbatiale Saint-Jean-Baptiste de Saint-Jean-Saverne                               | classé     | 1977                  | Notice no PM67000262 |       |
| calice, patène | Saint-Jean-Saverne         | Abbatiale Saint-Jean-Baptiste de Saint-Jean-Saverne                               | classé     | 1969                  | Notice no PM67000261 |       |
| 10 pièces murales : Annonciation, Crucifixion, Madone au Jardinet avec Saint-Jean-Baptiste Sainte-Catherine Sainte-Barbe, Jugement de Salomon, voile eucharistique, la chasse des hommes sauvages, lamentation d'un vieillard, Mise au tombeau, le trône de grâce | Saint-Jean-Saverne         | Abbatiale Saint-Jean-Baptiste de Saint-Jean-Saverne                               | classé     | 1969                  | Notice no PM67000260 |       |
| croix : Christ en croix | Saint-Jean-Saverne         | Abbatiale Saint-Jean-Baptiste de Saint-Jean-Saverne                               | classé     | 1969                  | Notice no PM67000258 |       |
| chaire à prêcher | Saint-Jean-Saverne         | Abbatiale Saint-Jean-Baptiste de Saint-Jean-Saverne                               | classé     | 1969                  | Notice no PM67000257 |       |
| tableau : le Couronnement de la Vierge | Saint-Jean-Saverne         | Abbatiale Saint-Jean-Baptiste de Saint-Jean-Saverne                               | classé     | 1969                  | Notice no PM67000256 |       |
| statue (petite nature) : Immaculée Conception | Saint-Jean-Saverne         | Abbatiale Saint-Jean-Baptiste de Saint-Jean-Saverne                               | classé     | 1969                  | Notice no PM67000255 |       |
| groupe sculpté (petite nature) : Vierge de Pitié | Saint-Jean-Saverne         | Abbatiale Saint-Jean-Baptiste de Saint-Jean-Saverne                               | classé     | 1969                  | Notice no PM67000254 |       |
| groupe sculpté : Christ en croix, Vierge, Saint-Jean, Sainte-Madeleine | Saint-Jean-Saverne         | Abbatiale Saint-Jean-Baptiste de Saint-Jean-Saverne                               | classé     | 1969                  | Notice no PM67000253 |       |
| autel, tabernacle, gradin (maître-autel) | Saint-Jean-Saverne         | Abbatiale Saint-Jean-Baptiste de Saint-Jean-Saverne                               | classé     | 1969                  | Notice no PM67000252 |       |
| 2 autels, 2 retables, 3 groupes sculptés, 9 statues : angelots, Saint-Joachim, Saint-Anne, Saint-Charles, Saint-Blaise, Saint-Jean-Baptiste, Zacharie, Sainte-Élisabeth, Saint-Michel, ange Gardien avec un enfant (autels secondaires)                           | Saint-Jean-Saverne         | Abbatiale Saint-Jean-Baptiste de Saint-Jean-Saverne                               | classé     | 1969                  | Notice no PM67000251 |       |
| deux bustes : Saint-Benoît et Sainte-Scholastique | Saint-Jean-Saverne         | Abbatiale Saint-Jean-Baptiste de Saint-Jean-Saverne                               | inscrit    | 1977                  | Notice no PM67001363 |       |
| tableau et son cadre : Portrait de l'abbesse Odile de Payrimhof | Saint-Jean-Saverne         | Abbatiale Saint-Jean-Baptiste de Saint-Jean-Saverne                               | inscrit    | 1977                  | Notice no PM67001362 |       |
| orgue de tribune | Saint-Jean-Saverne         | Abbatiale Saint-Jean-Baptiste de Saint-Jean-Saverne                               | classé     | 1969                  | Notice no PM67001081 |       |
| orgue de tribune : buffet d'orgue ; garde-corps de tribune | Saint-Jean-Saverne         | Abbatiale Saint-Jean-Baptiste de Saint-Jean-Saverne                               | classé     | 1969                  | Notice no PM67000259 |       |
| tête (tête reliquaire) : Saint-Jean-Baptiste | Saint-Jean-Saverne         | Abbatiale Saint-Jean-Baptiste de Saint-Jean-Saverne                               | inscrit    | 1977                  | Notice no PM67001755 |       |
| tableau et son cadre : Saint-Louis de Gonzague | Saint-Jean-Saverne         | Abbatiale Saint-Jean-Baptiste de Saint-Jean-Saverne                               | inscrit    | 1977                  | Notice no PM67001754 |       |
| tabernacle | Saint-Jean-Saverne         | Abbatiale Saint-Jean-Baptiste de Saint-Jean-Saverne                               | inscrit    | 1977                  | Notice no PM67001753 |       |
| statue et son socle : Vierge de l'Assomption | Saint-Jean-Saverne         | Abbatiale Saint-Jean-Baptiste de Saint-Jean-Saverne                               | inscrit    | 1977                  | Notice no PM67001752 |       |
| statue (statuette) : Christ ressuscité | Saint-Jean-Saverne         | Abbatiale Saint-Jean-Baptiste de Saint-Jean-Saverne                               | inscrit    | 1977                  | Notice no PM67001751 |       |
| statue d'un Saint-sépulcre | Saint-Jean-Saverne         | Abbatiale Saint-Jean-Baptiste de Saint-Jean-Saverne                               | inscrit    | 1977                  | Notice no PM67001750 |       |
| statue (petite nature) et son socle : Sainte-Scholastique | Saint-Jean-Saverne         | Abbatiale Saint-Jean-Baptiste de Saint-Jean-Saverne                               | inscrit    | 1977                  | Notice no PM67001749 |       |
| statue (petite nature) et son socle : Saint-Benoît | Saint-Jean-Saverne         | Abbatiale Saint-Jean-Baptiste de Saint-Jean-Saverne                               | inscrit    | 1977                  | Notice no PM67001748 |       |
| statue (petite nature) et son socle : Sainte | Saint-Jean-Saverne         | Abbatiale Saint-Jean-Baptiste de Saint-Jean-Saverne                               | inscrit    | 1977                  | Notice no PM67001747 |       |
| statue (demi-nature) et son socle : Saint-Jean-Baptiste | Saint-Jean-Saverne         | Abbatiale Saint-Jean-Baptiste de Saint-Jean-Saverne                               | inscrit    | 1977                  | Notice no PM67001746 |       |
| statue (demi-nature) : Saint-Jean-Baptiste | Saint-Jean-Saverne         | Abbatiale Saint-Jean-Baptiste de Saint-Jean-Saverne                               | inscrit    | 1977                  | Notice no PM67001745 |       |
| statue (demi-nature) et son socle : Sainte-Scholastique | Saint-Jean-Saverne         | Abbatiale Saint-Jean-Baptiste de Saint-Jean-Saverne                               | inscrit    | 1977                  | Notice no PM67001744 |       |
| statue (demi-nature, d'applique) et son socle : Sainte-Agathe | Saint-Jean-Saverne         | Abbatiale Saint-Jean-Baptiste de Saint-Jean-Saverne                               | inscrit    | 1977                  | Notice no PM67001743 |       |
| statue (demi-nature, d'applique) et son socle : Saint-Benoît | Saint-Jean-Saverne         | Abbatiale Saint-Jean-Baptiste de Saint-Jean-Saverne                               | inscrit    | 1977                  | Notice no PM67001742 |       |
| tableau du retable : Rencontre de Saint-Gilles et des chasseurs | Saint-Pierre-Bois          | Église Saint-Gilles de Saint-Pierre-Bois                                          | inscrit    | 1993                  | Notice no PM67001762 |       |
| autel : maître-autel à tombeau et tabernacle | Saint-Pierre-Bois          | Église Saint-Gilles de Saint-Pierre-Bois                                          | inscrit    | 1993                  | Notice no PM67001761 |       |
| statue : Saint-François d'Assise | Saint-Pierre-Bois          | Église Saint-Gilles de Saint-Pierre-Bois                                          | inscrit    | 1993                  | Notice no PM67001760 |       |
| chaire à prêcher | Saint-Pierre-Bois          | Église Saint-Gilles de Saint-Pierre-Bois                                          | inscrit    | 1993                  | Notice no PM67001759 |       |
| stalles et lambris de revêtement | Saint-Pierre-Bois          | Église Saint-Gilles de Saint-Pierre-Bois                                          | inscrit    | 1993                  | Notice no PM67001758 |       |
| bras-reliquaire de Saint-Lucius et de Sainte-Emérite | Saint-Pierre-Bois          | Église Saint-Gilles de Saint-Pierre-Bois                                          | inscrit    | 1995                  | Notice no PM67001757 |       |
| deux autels latéraux à retable et leurs tableaux : L'Annonciation et Sainte-martyre | Saint-Pierre-Bois          | Église Saint-Gilles de Saint-Pierre-Bois                                          | inscrit    | 1995                  | Notice no PM67001756 |       |
| ex-voto à Saint-Gilles | Saint-Pierre-Bois          | Église Saint-Gilles de Saint-Pierre-Bois                                          | classé     | 1995                  | Notice no PM67000773 |       |
| buste-reliquaire : Saint-Gilles, de la Sainte-Croix, des saintes Agnès Apolline et Barbe, des Saints-Eustache, Saint-Maurice et Saint-Sébastien | Saint-Pierre-Bois          | Église Saint-Gilles de Saint-Pierre-Bois                                          | classé     | 1995                  | Notice no PM67000772 |       |
| tabernacle | Salenthal                  | église Saint-Maurice                                                              | classé     | 1975                  | Notice no PM67000265 |       |
| chaire à prêcher | Salmbach                   | église paroissiale Saint-Étienne                                                  | classé     | 1972                  | Notice no PM67000266 |       |
| statue : Vierge à l'Enfant | Sarrewerden                | collégiale Saint-Blaise, actuellement église paroissiale Saint-Barthélémy         | classé     | 1975                  | Notice no PM67000269 |       |
| orgue de tribune : buffet d'orgue | Sarrewerden                | église protestante                                                                | inscrit    | 1982                  | Notice no PM67001084 |       |
| orgue de tribune | Sarrewerden                | église protestante                                                                | inscrit    | 1982                  | Notice no PM67001083 |       |
| orgue de tribune : partie instrumentale de l'orgue | Sarrewerden                | église protestante                                                                | classé     | 1983                  | Notice no PM67000655 |       |
| cloche | Sarrewerden                | église protestante de Bischtroff-sur-Sarre                                        | inscrit    | 1999                  | Notice no PM67001359 |       |
| cloche | Schaeffersheim             | église paroissiale Saint-Léger                                                    | classé     | 1982                  | Notice no PM67000306 |       |
| statue : Vierge à l'Enfant assise dite Notre-Dame de la joie | Schaeffersheim             | église paroissiale Saint-Léger                                                    | classé     | 1978                  | Notice no PM67000305 |       |
| cloche | Scharrachbergheim-Irmstett | église protestante                                                                | classé     | 1982                  | Notice no PM67000307 |       |
| fonts baptismaux | Scharrachbergheim-Irmstett |                                                                                   | classé     | 1977                  | Notice no PM67000607 |       |
| table d'autel | Schiltigheim               | église protestante                                                                | classé     | 1995                  | Notice no PM67000775 |       |
| tronc à quêter protestant | Schiltigheim               | église protestante                                                                | classé     | 1995                  | Notice no PM67000774 |       |
| 2 confessionnaux | Schleithal                 | église paroissiale Saint-Barthélémy                                               | classé     | 1972                  | Notice no PM67000311 |       |
| chaire à prêcher | Schleithal                 | église paroissiale Saint-Barthélémy                                               | classé     | 1972                  | Notice no PM67000310 |       |
| tableau : les quatorze saints intercesseurs | Schleithal                 | église paroissiale Saint-Barthélémy                                               | classé     | 1972                  | Notice no PM67000309 |       |
| 2 retables des autels secondaires | Schleithal                 | église paroissiale Saint-Barthélémy                                               | classé     | 1972                  | Notice no PM67000308 |       |
| cloche | Schnersheim                | église catholique Saint-Ulrich d'Avenheim                                         | inscrit    | 1996                  | Notice no PM67001723 |       |
| statue d'évêque : Saint-Ulrich ? | Schnersheim                | presbytère catholique                                                             | inscrit    | 1996                  | Notice no PM67001767 |       |
| statue : Sainte-Barbe | Schnersheim                | presbytère catholique                                                             | inscrit    | 1996                  | Notice no PM67001766 |       |
| groupe sculpté : Vierge à l'Enfant debout | Schnersheim                | presbytère catholique                                                             | inscrit    | 1996                  | Notice no PM67001765 |       |
| groupe sculpté : Vierge à l'Enfant assise | Schnersheim                | presbytère catholique                                                             | inscrit    | 1996                  | Notice no PM67001764 |       |
| orgue de tribune : buffet d'orgue | Schwobsheim                | église paroissiale Saint-Jacques-le-Majeur                                        | inscrit    | 1994                  | Notice no PM67001090 |       |
| orgue de tribune | Schwobsheim                | église paroissiale Saint-Jacques-le-Majeur                                        | inscrit    | 1994                  | Notice no PM67001089 |       |
| orgue de tribune : partie instrumentale de l'orgue | Schwobsheim                | église paroissiale Saint-Jacques-le-Majeur                                        | classé     | 1989                  | Notice no PM67000509 |       |
| crédence | Seltz                      | église Saint-Étienne                                                              | classé     | 1972                  | Notice no PM67000317 |       |
| autel, tabernacle, retable, baldaquin (maître-autel) : Saint-Pierre, Saint-Paul, Vierge, œil de Jéhovah | Seltz                      | église Saint-Étienne                                                              | classé     | 1972                  | Notice no PM67000316 |       |
| dalle funéraire (gisant) gisant de Sébastien de Fleckenstein | Seltz                      | église paroissiale Saint-Étienne                                                  | classé     | 1997                  | Notice no PM67000786 |       |
| statue : Vierge à l'enfant de l'Immaculée Conception | Sessenheim                 | église paroissiale de la-Nativité-de la-Bienheureuse-Vierge-Marie                 | inscrit    | 2002                  | Notice no PM67001364 |       |
| calice protestant | Sessenheim                 | église paroissiale protestante Notre-Dame                                         | classé     | 1978                  | Notice no PM67000319 |       |
| boîte pour le pain de la communion | Sessenheim                 | église paroissiale protestante Notre-Dame                                         | classé     | 1978                  | Notice no PM67000318 |       |
| orgue de tribune : partie instrumentale de l'orgue | Siewiller                  | église protestante                                                                | classé     | 2001                  | Notice no PM67001092 |       |
| orgue de tribune | Siewiller                  | église protestante                                                                | classé     | 2001                  | Notice no PM67001091 |       |
| groupe sculpté : Vierge de Pitié | Soultz-les-Bains           | presbytère catholique                                                             | inscrit    | 1996                  | Notice no PM67001480 |       |
| tableau : Saint-Maurice et la légion thébaine | Soultz-les-Bains           | église catholique Saint-Maurice                                                   | inscrit    | 1996                  | Notice no PM67001368 |       |
| statue de procession : Vierge de l'Immaculée Conception | Soultz-les-Bains           | église catholique Saint-Maurice                                                   | inscrit    | 1996                  | Notice no PM67001367 |       |
| croix de procession : Christ en croix | Soultz-les-Bains           | église catholique Saint-Maurice                                                   | inscrit    | 1996                  | Notice no PM67001366 |       |
| buste-reliquaire de Saint-Amand | Soultz-les-Bains           | église catholique Saint-Maurice                                                   | inscrit    | 1996                  | Notice no PM67001365 |       |
| tableau : La Crucifixion, cadre | Soultz-les-Bains           | église catholique Saint-Maurice                                                   | classé     | 1998                  | Notice no PM67000810 |       |
| orgue de tribune | Soultz-les-Bains           | église paroissiale Saint-Maurice                                                  | classé     | 1977                  | Notice no PM67001093 |       |
| orgue de tribune : partie instrumentale de l'orgue | Soultz-les-Bains           | église paroissiale Saint-Maurice                                                  | classé     | 1979                  | Notice no PM67000321 |       |
| orgue de tribune : buffet d'orgue | Soultz-les-Bains           | église paroissiale Saint-Maurice                                                  | classé     | 1977                  | Notice no PM67000320 |       |
| tronc de quête (tronc d'offrande) | Soultz-sous-Forêts         | église Saint-Jean-Baptiste, dite de Hohwiller                                     | classé     | 1998                  | Notice no PM67000812 |       |
| tableau : Le renvoi d'Agar et de son fils Ismaël par Abraham | Soultz-sous-Forêts         | presbytère                                                                        | inscrit    | 1995                  | Notice no PM67001774 |       |
| 3 dalles funéraires de la famille des Fleckenstein | Soultz-sous-Forêts         | église protestante                                                                | classé     | 1995                  | Notice no PM67000781 |       |
| dalle funéraire d'Anna de Bödigheim-Fleckenstein, épouse de Louis de Fleckenstein | Soultz-sous-Forêts         | église Saint-Jean-Baptiste, dite de Hohwiller                                     | classé     | 1998                  | Notice no PM67000811 |       |
| dalle funéraire de Philippe de Fleckenstein | Soultz-sous-Forêts         | église protestante                                                                | inscrit    | 1995                  | Notice no PM67001773 |       |
| dalle funéraire de Jacques de Fleckenstein et de Gertrude Kaemerer de Worms dite de Dahlberg | Soultz-sous-Forêts         | église protestante                                                                | inscrit    | 1995                  | Notice no PM67001772 |       |
| dalle funéraire d'Anna Kaemerer de Worms dite de Dahlberg | Soultz-sous-Forêts         | église protestante                                                                | inscrit    | 1995                  | Notice no PM67001771 |       |
| dalle funéraire de Frédéric de Fleckenstein | Soultz-sous-Forêts         | église protestante                                                                | inscrit    | 1995                  | Notice no PM67001770 |       |
| plaque commémorative (dalle commémorative ou funéraire) aux armes des Andlau-Fleckenstein | Soultz-sous-Forêts         | église protestante                                                                | inscrit    | 1996                  | Notice no PM67001769 |       |
| monument funéraire de François Antoine Philbert | Soultz-sous-Forêts         | église protestante                                                                | inscrit    | 1996                  | Notice no PM67001768 |       |
| fonts baptismaux | Steige                     | ancienne église paroissiale, ou chapelle du cimetière                             | inscrit    | 1981                  | Notice no PM67001776 |       |
| autel | Steige                     | ancienne église paroissiale, ou chapelle du cimetière                             | inscrit    | 1976                  | Notice no PM67001775 |       |
| cloche | Steige                     | église catholique Sainte-Madeleine                                                | inscrit    | 1998                  | Notice no PM67001561 |       |
| autel portatif | Steinbourg                 | église paroissiale Saint-Pierre Saint-Paul                                        | classé     | 1970                  | Notice no PM67000322 |       |
| calice et patène | Stotzheim                  | église Saint-Nicolas                                                              | inscrit    | 1974                  | Notice no PM67001369 |       |
| orgue de tribune | Stotzheim                  | église paroissiale Saint-Nicolas                                                  | classé     | 1987                  | Notice no PM67001094 |       |
| lambris de revêtement, tableaux | Stotzheim                  | église paroissiale Saint-Nicolas                                                  | classé     | 1992                  | Notice no PM67000665 |       |
| orgue de tribune : buffet d'orgue | Stotzheim                  | église paroissiale Saint-Nicolas                                                  | classé     | 1987                  | Notice no PM67000328 |       |
| 2 autels, 2 retables, 4 tableaux (autels secondaires) : Vierge à l'Enfant, l'Éducation de la Vierge, Sainte-Catherine, Sainte-Barbe | Stotzheim                  | église paroissiale Saint-Nicolas                                                  | classé     | 1987                  | Notice no PM67000327 |       |
| chasuble, étole, manipule, voile du calice et bourse du Saint-sacrement | Stotzheim                  | église paroissiale Saint-Nicolas                                                  | classé     | 1972                  | Notice no PM67000326 |       |
| chape, d'Antoine Frédéric Benoît d'Andlau | Stotzheim                  | église paroissiale Saint-Nicolas                                                  | classé     | 1972                  | Notice no PM67000325 |       |
| autel, tabernacle, retable, baldaquin, tableau (maître-autel) : miracle de Saint-Nicolas | Stotzheim                  | église paroissiale Saint-Nicolas                                                  | classé     | 1972                  | Notice no PM67000324 |       |
| ostensoir | Stotzheim                  | église paroissiale Saint-Nicolas                                                  | classé     | 1972                  | Notice no PM67000323 |       |
| banc de synagogue (banc de circoncision) | Struth                     | synagogue                                                                         | classé     | 1995                  | Notice no PM67000780 |       |
| orgue de tribune | Stutzheim-Offenheim        | église paroissiale Saint-Arbogast                                                 | classé     | 1985                  | Notice no PM67001095 |       |
| orgue de tribune : partie instrumentale de l'orgue | Stutzheim-Offenheim        | église paroissiale Saint-Arbogast                                                 | classé     | 1985                  | Notice no PM67000408 |       |
| orgue de tribune | Sundhouse                  | église protestante                                                                | classé     | 1977                  | Notice no PM67001096 |       |
| orgue de tribune : buffet d'orgue | Sundhouse                  | église protestante                                                                | classé     | 1977                  | Notice no PM67000409 |       |
| orgue de tribune : buffet d'orgue | Thanvillé                  | église Saint-Jacques-le-Majeur                                                    | inscrit    | 1982                  | Notice no PM67001098 |       |
| orgue de tribune | Thanvillé                  | église Saint-Jacques-le-Majeur                                                    | inscrit    | 1982                  | Notice no PM67001097 |       |
| orgue de tribune : partie instrumentale de l'orgue | Thanvillé                  | église Saint-Jacques-le-Majeur                                                    | classé     | 1980                  | Notice no PM67000343 |       |
| tableau : La Bataille de Thanvillé, le 17 août 1870 | Thanvillé                  | hôtel de ville                                                                    | inscrit    | 2004                  | Notice no PM67001383 |       |
| statue : Saint-Laurent | Trimbach                   | église Saint-Laurent                                                              | classé     | 1972                  | Notice no PM67000412 |       |
| statue : Sainte-Catherine | Trimbach                   | église Saint-Laurent                                                              | classé     | 1972                  | Notice no PM67000411 |       |
| 3 statues : Vierge à l'Enfant, Saint-Pierre, Saint-Paul | Truchtersheim              | église                                                                            | classé     | 1977                  | Notice no PM67000413 |       |
| retable et tableau : Christ en croix | Truchtersheim              | église catholique Saint-Pierre-et-Saint-Paul                                      | inscrit    | 2003                  | Notice no PM67001518 |       |
| autel (maître-autel), retable et tableau : Saint-Pierre et Saint-Paul | Truchtersheim              | église catholique Saint-Pierre-et-Saint-Paul                                      | inscrit    | 2003                  | Notice no PM67001517 |       |
| groupe sculpté : Vierge de Pitié | Valff                      | chapelle Sainte-Marguerite                                                        | classé     | 1988                  | Notice no PM67000417 |       |
| statue : Vierge à l'Enfant | Valff                      | chapelle Sainte-Marguerite                                                        | classé     | 1988                  | Notice no PM67000416 |       |
| deux confessionnaux | Valff                      | église Saint-Blaise                                                               | inscrit    | 1988                  | Notice no PM67001385 |       |
| deux stalles | Valff                      | église Saint-Blaise                                                               | inscrit    | 1988                  | Notice no PM67001384 |       |
| orgue de tribune : buffet d'orgue | Valff                      | église Saint-Blaise                                                               | inscrit    | 1988                  | Notice no PM67001123 |       |
| orgue de tribune | Valff                      | église Saint-Blaise                                                               | inscrit    | 1988                  | Notice no PM67001122 |       |
| autel, gradin, tabernacle, retable, tableau, 2 statues (maître-autel, autel tombeau, tableau d'autel, retable architecturé) : scène de la vie de Saint-Blaise évêque, Trinité, Sainte-Marguerite, Saint-Jean Népomucène                                           | Valff                      | église paroissiale Saint-Pierre, actuellement Saint-Blaise                        | classé     | 1982                  | Notice no PM67000418 |       |
| croix : Christ en croix | Valff                      | église paroissiale Saint-Pierre, actuellement Saint-Blaise                        | classé     | 1988                  | Notice no PM67000415 |       |
| chaire à prêcher | Valff                      | église paroissiale Saint-Pierre, actuellement Saint-Blaise                        | classé     | 1988                  | Notice no PM67000414 |       |
| 2 autels, 2 retables, 2 statues, 2 tableaux (autels secondaires) : Immaculée Conception, Sacré-Cœur | Valff                      | église paroissiale Saint-Pierre, actuellement Saint-Blaise                        | classé     | 1982                  | Notice no PM67000410 |       |
| deux aiguières de communion | Vendenheim                 | église protestante                                                                | inscrit    | 2001                  | Notice no PM67001471 |       |
| tronc à quêter protestant | Vendenheim                 | église protestante                                                                | inscrit    | 2001                  | Notice no PM67001470 |       |
| dalle funéraire d'un noble de Wurmser? | Vendenheim                 | église protestante                                                                | inscrit    | 2001                  | Notice no PM67001469 |       |
| tympan | Vendenheim                 | église protestante                                                                | inscrit    | 2001                  | Notice no PM67001468 |       |
| calice, patène | Wahlenheim                 | église paroissiale de l'Assomption-de-la-Bienheureuse-Vierge-Marie                | classé     | 1969                  | Notice no PM67000420 |       |
| autel, tabernacle, retable, baldaquin, 6 chandeliers d'autel (maître-autel, autel tombeau, retable architecturé) | Wahlenheim                 | église paroissiale de l'Assomption-de-la-Bienheureuse-Vierge-Marie                | classé     | 1969                  | Notice no PM67000419 |       |
| orgue de tribune : buffet d'orgue | Walbourg                   | abbaye de bénédictins Sainte-Walburge, actuellement église paroissiale            | inscrit    | 1999                  | Notice no PM67001147 |       |
| orgue de tribune | Walbourg                   | abbaye de bénédictins Sainte-Walburge, actuellement église paroissiale            | inscrit    | 1999                  | Notice no PM67001146 |       |
| peintures murales (3) : les apôtres | Walbourg                   | abbaye de bénédictins Sainte-Walburge, actuellement église paroissiale            | classé     | 1898                  | Notice no PM67000433 |       |
| stalles | Walbourg                   | abbaye de bénédictins Sainte-Walburge, actuellement église paroissiale            | classé     | 1982                  | Notice no PM67000432 |       |
| 2 statues : Saint-Jacques, Saint-Philippe | Walbourg                   | abbaye de bénédictins Sainte-Walburge, actuellement église paroissiale            | classé     | 1975                  | Notice no PM67000431 |       |
| 4 statues : Saint-Benoît, Sainte-Walburge, Sainte-Agnès, Sainte-Barbe | Walbourg                   | abbaye de bénédictins Sainte-Walburge, actuellement église paroissiale            | classé     | 1972                  | Notice no PM67000430 |       |
| autel, tabernacle, retable, statue : Sainte-Walburge | Walbourg                   | abbaye de bénédictins Sainte-Walburge, actuellement église paroissiale            | classé     | 1970                  | Notice no PM67000429 |       |
| croix : Christ en croix | Walbourg                   | abbaye de bénédictins Sainte-Walburge, actuellement église paroissiale            | classé     | 1970                  | Notice no PM67000428 |       |
| 6 chandeliers d'autel | Walbourg                   | abbaye de bénédictins Sainte-Walburge, actuellement église paroissiale            | classé     | 1970                  | Notice no PM67000427 |       |
| calice | Walbourg                   | abbaye de bénédictins Sainte-Walburge, actuellement église paroissiale            | classé     | 1970                  | Notice no PM67000426 |       |
| reliquaire, de Sainte-Walburge | Walbourg                   | abbaye de bénédictins Sainte-Walburge, actuellement église paroissiale            | classé     | 1970                  | Notice no PM67000425 |       |
| statue : Vierge à l'Enfant | Walbourg                   | abbaye de bénédictins Sainte-Walburge, actuellement église paroissiale            | classé     | 1970                  | Notice no PM67000424 |       |
| autel, retable, statue : Immaculée Conception | Walbourg                   | abbaye de bénédictins Sainte-Walburge, actuellement église paroissiale            | classé     | 1970                  | Notice no PM67000423 |       |
| statue : Vierge à l'Enfant | Walbourg                   | abbaye de bénédictins Sainte-Walburge, actuellement église paroissiale            | classé     | 1970                  | Notice no PM67000422 |       |
| chaire à prêcher | Walbourg                   | abbaye de bénédictins Sainte-Walburge, actuellement église paroissiale            | classé     | 1970                  | Notice no PM67000421 |       |
| dalle funéraire du prêtre Hartmann | Walbourg                   | église catholique Sainte-Walburge                                                 | inscrit    | 1999                  | Notice no PM67001387 |       |
| monument funéraire anonyme | Walbourg                   | église catholique Sainte-Walburge                                                 | inscrit    | 1999                  | Notice no PM67001386 |       |
| dalle funéraire de l'abbé Pierre Schwartz | Walbourg                   | église catholique Sainte-Walburge                                                 | classé     | 2000                  | Notice no PM67000868 |       |
| dalle funéraire de l'abbé Burckard de Mullenheim | Walbourg                   | église catholique Sainte-Walburge                                                 | classé     | 2000                  | Notice no PM67000867 |       |
| cloche | Waldersbach                | église protestante                                                                | classé     | 1982                  | Notice no PM67000682 |       |
| peintures murales | Waldersbach                | église protestante                                                                | classé     | 1988                  | Notice no PM67000020 |       |
| orgue de tribune | Waldolwisheim              | église paroissiale Saint-Pancrace                                                 | classé     | 1975                  | Notice no PM67001099 |       |
| orgue de tribune : buffet d'orgue | Waldolwisheim              | église paroissiale Saint-Pancrace                                                 | classé     | 1975                  | Notice no PM67000434 |       |
| orgue de tribune : partie instrumentale de l'orgue | Wangen                     | église simultanée Saint-Étienne                                                   | classé     | 1997                  | Notice no PM67001102 |       |
| orgue de tribune : buffet d'orgue | Wangen                     | église simultanée Saint-Étienne                                                   | classé     | 2001                  | Notice no PM67001101 |       |
| orgue de tribune | Wangen                     | église simultanée Saint-Étienne                                                   | classé     | 2001                  | Notice no PM67001100 |       |
| statue : Vierge à l'Enfant | Wangenbourg-Engenthal      | presbytère                                                                        | classé     | 1984                  | Notice no PM67000435 |       |
| service protestant pour la communion à domicile : calice, patène et boîte à hosties dans leur étui | Wasselonne                 | église protestante                                                                | classé     | 2012                  | Notice no PM67001856 |       |
| couloire protestante et son étui | Wasselonne                 | église protestante                                                                | classé     | 2012                  | Notice no PM67001855 |       |
| ensemble de 4 aiguières de communion | Wasselonne                 | église protestante                                                                | classé     | 2012                  | Notice no PM67001854 |       |
| orgue de tribune | Wasselonne                 | église protestante                                                                | classé     | 1972                  | Notice no PM67001103 |       |
| orgue de tribune : buffet d'orgue ; garde-corps de tribune | Wasselonne                 | église protestante                                                                | classé     | 1972                  | Notice no PM67000437 |       |
| orgue de tribune : partie instrumentale de l'orgue | Wasselonne                 | église protestante                                                                | classé     | 1972                  | Notice no PM67000436 |       |
| peinture monumentale : scènes de la Passion, Jugement dernier, saints thaumaturges, Vie de la Vierge, ancien testament | Weiterswiller              | église protestante                                                                | classé     | 1921                  | Notice no PM67000439 |       |
| orgue de tribune | Weiterswiller              | église catholique Saint-Michel                                                    | classé     | 1977                  | Notice no PM67001104 |       |
| orgue de tribune : buffet d'orgue | Weiterswiller              | église catholique Saint-Michel                                                    | classé     | 1977                  | Notice no PM67000438 |       |
| tableau : les deux rencontres du Christ et de Saint-Pierre et Saint-Paul | Weyersheim                 | église paroissiale Saint-Michel                                                   | classé     | 1969                  | Notice no PM67000446 |       |
| 2 autels, 2 retables, 4 tableaux (autels secondaires) : Immaculée Conception, Saint-Michel combattant le dragon, Sainte-Madeleine, Saint-Antoine de Padoue | Weyersheim                 | église paroissiale Saint-Michel                                                   | classé     | 1969                  | Notice no PM67000445 |       |
| groupe sculpté : Sainte Parenté | Weyersheim                 | église paroissiale Saint-Michel                                                   | classé     | 1969                  | Notice no PM67000444 |       |
| statue : Saint-Wolfgang de Ratisbonne | Weyersheim                 | église paroissiale Saint-Michel                                                   | classé     | 1969                  | Notice no PM67000443 |       |
| autel, tabernacle, retable, croix d'autel, 12 chandeliers d'autel (maître-autel) | Weyersheim                 | église paroissiale Saint-Michel                                                   | classé     | 1969                  | Notice no PM67000442 |       |
| chaire à prêcher | Weyersheim                 | église paroissiale Saint-Michel                                                   | classé     | 1969                  | Notice no PM67000441 |       |
| statue de procession : Vierge à l'Enfant | Weyersheim                 | église paroissiale Saint-Michel                                                   | classé     | 1969                  | Notice no PM67000440 |       |
| deux paires de tabernacles rocaille | Willgottheim               | église                                                                            | inscrit    | 1995                  | Notice no PM67001488 |       |
| meuble de sacristie : armoire de sacristie | Willgottheim               | église Saint-Maurice                                                              | inscrit    | 1988                  | Notice no PM67001393 |       |
| exposition : baldaquin d'exposition | Willgottheim               | église Saint-Maurice                                                              | inscrit    | 1988                  | Notice no PM67001392 |       |
| calice en vermeil | Willgottheim               | église Saint-Maurice                                                              | inscrit    | 1988                  | Notice no PM67001391 |       |
| statue : Pieta | Willgottheim               | église Saint-Maurice                                                              | inscrit    | 1988                  | Notice no PM67001390 |       |
| confessionnal | Willgottheim               | église Saint-Maurice                                                              | inscrit    | 1988                  | Notice no PM67001389 |       |
| calice en verre et cristal | Willgottheim               | église Saint-Maurice                                                              | inscrit    | 1988                  | Notice no PM67001388 |       |
| orgue de tribune : buffet d'orgue | Willgottheim               | église paroissiale Saint-Maurice                                                  | inscrit    | 1974                  | Notice no PM67001106 |       |
| orgue de tribune | Willgottheim               | église paroissiale Saint-Maurice                                                  | inscrit    | 1974                  | Notice no PM67001105 |       |
| niche | Willgottheim               | église paroissiale Saint-Maurice                                                  | classé     | 1991                  | Notice no PM67000674 |       |
| statue : Vierge à l'Enfant | Willgottheim               | église paroissiale Saint-Maurice                                                  | classé     | 1991                  | Notice no PM67000673 |       |
| chaire à prêcher | Willgottheim               | église paroissiale Saint-Maurice                                                  | classé     | 1990                  | Notice no PM67000519 |       |
| monument sépulcral, du curé Jean-Jacques Bertome | Willgottheim               | église paroissiale Saint-Maurice                                                  | classé     | 1990                  | Notice no PM67000518 |       |
| orgue de tribune : partie instrumentale de l'orgue | Willgottheim               | église paroissiale Saint-Maurice                                                  | classé     | 1980                  | Notice no PM67000449 |       |
| 2 autels, 2 retables, 4 tableaux (autels secondaires) : la Nativité, Saint-Nicolas, quatorze saints intercesseurs, Sainte-Odile | Willgottheim               | église paroissiale Saint-Maurice                                                  | classé     | 1975                  | Notice no PM67000448 |       |
| autel, tabernacle, retable, 2 statues (maître-autel) : Saint-Jean l'Evangéliste, Saint-Jacques le Majeur | Willgottheim               | église paroissiale Saint-Maurice                                                  | classé     | 1975                  | Notice no PM67000447 |       |
| tableau-reliquaire de Saint-Étienne et de Saint-Laurent | Wilwisheim                 | église catholique Saint-Martin                                                    | classé     | 2005                  | Notice no PM67000942 |       |
| bassin et deux burettes | Wilwisheim                 | église catholique Saint-Martin                                                    | classé     | 2005                  | Notice no PM67000941 |       |
| orgue de tribune | Wingen                     | église Saint-Barthélémy                                                           | classé     | 1978                  | Notice no PM67001107 |       |
| orgue de tribune : partie instrumentale de l'orgue | Wingen                     | église Saint-Barthélémy                                                           | classé     | 1978                  | Notice no PM67000450 |       |
| stèle : une dieu mars, victoire | Wingen                     |                                                                                   | classé     | 1987                  | Notice no PM67000451 |       |
| lambris de demi-revêtement, 2 statues : deux évêques | Wingersheim                | église                                                                            | classé     | 1971                  | Notice no PM67000677 |       |
| chaire à prêcher | Wingersheim                | église                                                                            | classé     | 1971                  | Notice no PM67000676 |       |
| 2 autels, 2 retables, 2 tableaux, 2 statues : Annonciation, Adoration des rois Mages, Vierge à l'Enfant, Sacré-Cœur (autels secondaires) | Wingersheim                | église                                                                            | classé     | 1971                  | Notice no PM67000675 |       |
| autel, tabernacle, exposition, retable, 6 chandeliers (maître-autel) : Saint-Nicolas | Wingersheim                | église                                                                            | classé     | 1971                  | Notice no PM67000452 |       |
| 2 autels, 2 retables, 2 tableaux (autels secondaires) : la Immaculée Conception, fille aveugle et muette de Dagobert 1er guérie par l'évêque Saint-Florent de Strasbourg                                                                                          | Wintershouse               | église paroissiale Saint-Georges                                                  | classé     | 1969                  | Notice no PM67000454 |       |
| lambris de revêtement : trophées d'emblèmes religieux | Wintershouse               | église paroissiale Saint-Georges                                                  | classé     | 1969                  | Notice no PM67000453 |       |
| orgue de tribune | Wintzenbach                | église paroissiale Saint-Gilles                                                   | classé     | 1995                  | Notice no PM67001108 |       |
| orgue de tribune : buffet d'orgue | Wintzenbach                | église paroissiale Saint-Gilles                                                   | classé     | 1995                  | Notice no PM67000778 |       |
| orgue de tribune : partie instrumentale de l'orgue | Wisches                    | église Notre-Dame de l'Immaculée Conception                                       | inscrit    | 2006                  | Notice no PM67001114 |       |
| orgue de tribune : buffet d'orgue | Wisches                    | église Notre-Dame de l'Immaculée Conception                                       | inscrit    | 2006                  | Notice no PM67001113 |       |
| orgue de tribune | Wisches                    | église Notre-Dame de l'Immaculée Conception                                       | inscrit    | 2006                  | Notice no PM67001112 |       |
| statue : Saint-Hubert chasseur | Wisches                    | église catholique Saint-Michel                                                    | classé     | 2012                  | Notice no PM67001857 |       |
| orgue de tribune : partie instrumentale de l'orgue | Wisches                    | église catholique Saint-Michel                                                    | classé     | 1997                  | Notice no PM67001111 |       |
| orgue de tribune : buffet d'orgue ; tribune d'orgue | Wisches                    | église catholique Saint-Michel                                                    | classé     | 1997                  | Notice no PM67001110 |       |
| orgue de tribune | Wisches                    | église catholique Saint-Michel                                                    | classé     | 1997                  | Notice no PM67001109 |       |
| groupe sculpté : Vierge de Pitié | Wisches                    | église paroissiale Saint-Michel                                                   | classé     | 2006                  | Notice no PM67000962 |       |
| ciboire | Wittersheim                | église paroissiale Saint-Ulrich                                                   | classé     | 1991                  | Notice no PM67000565 |       |
| groupe sculpté : Vierge de Pitié | Wittersheim                | église paroissiale Saint-Ulrich                                                   | classé     | 1971                  | Notice no PM67000472 |       |
| 2 autels, 2 retables, 4 statues : Sainte-Catherine, Sainte-Barbe, Saint-Pierre Clavier, Saint-Antoine de Padoue (autels secondaires) | Wittersheim                | église paroissiale Saint-Ulrich                                                   | classé     | 1971                  | Notice no PM67000471 |       |
| 2 statues : Saint-Ulrich, Sainte-Pétronille | Wittersheim                | église paroissiale Saint-Ulrich                                                   | classé     | 1971                  | Notice no PM67000470 |       |
| calvaire | Wittersheim                | église paroissiale Saint-Ulrich                                                   | classé     | 1971                  | Notice no PM67000469 |       |
| autel, tabernacle, retable (maître-autel, autel tombeau, retable architecturé) | Wittersheim                | église paroissiale Saint-Ulrich                                                   | classé     | 1971                  | Notice no PM67000468 |       |
| ostensoir | Wittersheim                | église paroissiale Saint-Ulrich                                                   | classé     | 1971                  | Notice no PM67000467 |       |
| calice | Wittersheim                | église paroissiale Saint-Ulrich                                                   | classé     | 1971                  | Notice no PM67000466 |       |
| tableau : Mise au tombeau | Wiwersheim                 | église paroissiale Saint-Cyriaque et Notre-Dame des sept douleurs                 | classé     | 1981                  | Notice no PM67000480 |       |
| 5 tableaux : le Christ au Jardin des oliviers, Ecce Homo, la Flagellation, le Portement de croix, la Crucifixion | Wiwersheim                 | église paroissiale Saint-Cyriaque et Notre-Dame des sept douleurs                 | classé     | 1980                  | Notice no PM67000479 |       |
| statue : Saint-Sébastien | Wiwersheim                 | église paroissiale Saint-Cyriaque et Notre-Dame des sept douleurs                 | classé     | 1980                  | Notice no PM67000478 |       |
| groupe sculpté : Éducation de la Vierge | Wiwersheim                 | église paroissiale Saint-Cyriaque et Notre-Dame des sept douleurs                 | classé     | 1980                  | Notice no PM67000477 |       |
| groupe sculpté : Vierge de Pitié | Wiwersheim                 | église paroissiale Saint-Cyriaque et Notre-Dame des sept douleurs                 | classé     | 1980                  | Notice no PM67000476 |       |
| tableau, cadre : épisode de la vie de Saint-Étienne | Wiwersheim                 | église paroissiale Saint-Cyriaque et Notre-Dame des sept douleurs                 | classé     | 1980                  | Notice no PM67000475 |       |
| tableau : Moïse et le serpent d'airain | Wiwersheim                 | église paroissiale Saint-Cyriaque et Notre-Dame des sept douleurs                 | classé     | 1980                  | Notice no PM67000474 |       |
| verrières | Wiwersheim                 | église paroissiale Saint-Cyriaque et Notre-Dame des sept douleurs                 | classé     | 1977                  | Notice no PM67000473 |       |
| armoire-verrier | Wœrth                      | château de Wœrth                                                                  | inscrit    | 2006                  | Notice no PM67001413 |       |
| coffre de mariage de Jérémie Sheti et Barbara Betschen | Wœrth                      | château de Wœrth                                                                  | inscrit    | 2006                  | Notice no PM67001412 |       |
| buffet (armoire-dressoir) à décor bastionné | Wœrth                      | château de Wœrth                                                                  | inscrit    | 2006                  | Notice no PM67001411 |       |
| berceau haut à bascule | Wœrth                      | château de Wœrth                                                                  | inscrit    | 2006                  | Notice no PM67001410 |       |
| buffet trois-quarts à deux colonnes | Wœrth                      | château de Wœrth                                                                  | inscrit    | 2006                  | Notice no PM67001409 |       |
| buffet (armoire-dressoir) armoriée à deux colonnes | Wœrth                      | château de Wœrth                                                                  | inscrit    | 2006                  | Notice no PM67001408 |       |
| orgue de tribune | Wœrth                      | église paroissiale Saint-Laurent                                                  | classé     | 1982                  | Notice no PM67001116 |       |
| orgue de tribune : partie instrumentale de l'orgue | Wœrth                      | église paroissiale Saint-Laurent                                                  | classé     | 1982                  | Notice no PM67000232 |       |
| 6 tableaux : Jésus au Jardin des oliviers, Arrestation du Christ, Reniement de Saint-Pierre, la Flagellation, le Couronnement d'épines, le Portement de croix | Wolxheim                   | chapelle Saint-Armuth                                                             | classé     | 1984                  | Notice no PM67000489 |       |
| orgue de tribune | Wolxheim                   | église paroissiale Saint-Étienne                                                  | classé     | 1982                  | Notice no PM67001117 |       |
| croix de procession : Christ en croix | Wolxheim                   | église paroissiale Saint-Étienne                                                  | classé     | 1978                  | Notice no PM67000490 |       |
| chaire à prêcher | Wolxheim                   | église paroissiale Saint-Étienne                                                  | classé     | 1982                  | Notice no PM67000488 |       |
| 2 autels, 2 retables, 2 tableaux, 2 statues : Saint-Sébastien, Saint-Jean, Saint-Paul, Vierge, Saint-Joseph (autels latéraux) | Wolxheim                   | église paroissiale Saint-Étienne                                                  | classé     | 1982                  | Notice no PM67000487 |       |
| orgue de tribune : buffet d'orgue | Wolxheim                   | église paroissiale Saint-Étienne                                                  | classé     | 1982                  | Notice no PM67000486 |       |
| orgue de tribune : partie instrumentale de l'orgue | Wolxheim                   | église paroissiale Saint-Étienne                                                  | classé     | 1980                  | Notice no PM67000485 |       |
| 4 tableaux : Repas chez Simon, Apparition de la Vierge, Saint-Louis de Gonzague, Saint-Stanislas Kostka | Wolxheim                   | église paroissiale Saint-Étienne                                                  | classé     | 1980                  | Notice no PM67000483 |       |
| 2 tableaux : apothéose de Saint-Joseph, Assomption de la Vierge | Wolxheim                   | église paroissiale Saint-Étienne                                                  | classé     | 1980                  | Notice no PM67000482 |       |
| 4 tableaux : Saint-François recevant les stigmates, Lapidation de Saint-Étienne, Descente de la Croix, Saint-Antoine de Padoue | Wolxheim                   | église paroissiale Saint-Étienne                                                  | classé     | 1980                  | Notice no PM67000481 |       |
| orgue de tribune | Zehnacker                  | église protestante                                                                | classé     | 1981                  | Notice no PM67001118 |       |
| orgue de tribune : partie instrumentale de l'orgue | Zehnacker                  | église protestante                                                                | classé     | 1981                  | Notice no PM67000491 |       |
| statue : Vierge à l'Enfant | Zellwiller                 | chapelle Sainte-Barbe                                                             | classé     | 1988                  | Notice no PM67000492 |       |